# あらいぐまラスカル
『あらいぐまラスカル』は、1977年1月2日から12月25日まで、フジテレビ系列で毎週日曜19:30 - 20:00（JST）に全52話が放送された、日本アニメーション制作のテレビアニメ。
「世界名作劇場」の第3作目に当たり、1963年にアメリカ合衆国で発表された小説『はるかなるわがラスカル（原題：Rascal）』（以下、原作小説）を原作とする。

## 概要
前述の通り、本作品は小説『はるかなるわがラスカル』を原作としており、著者であるスターリング・ノース自らの少年時代を回顧するというストーリーラインは本作品にも踏襲されているが、物語展開の細部には原作小説との相違も見られる（詳細は後述の「原作小説」参照）。
物語は、20世紀前半のウィスコンシン州農村地域を背景に、主人公の少年・スターリング・ノースの視点から、自宅で飼育するアライグマ・ラスカルとの出会いから別れまでの1年間にわたる友情が主軸となる。少年たちの日常を牧歌的かつ淡々と描写し、ラスカルの成長を通して動物と人間との共存の難しさを描いている。

### 日本におけるアライグマ
本作品を発端とするアライグマ人気のため、本来は生息地でない日本でのペット需要を起因として、2005年以降日本ではアライグマが、特定外来生物に指定されている。

### 本放送後の展開
本放送終了後、半世紀が経過しようとしてもなお、テレビシリーズの再放送やストリーミングサイトでの配信が行われており、2025年現在でもテレビシリーズを視聴することができる（詳細は後述の「放送情報」・「レンタル・ストリーミング」参照）。
1998年には、本作品の関連製品を商品化する各社を結束した「ラスカル会」が設立され、各社共同で商品開発やプロモーションを実施。公式サイトの開設や各種SNSにおける公式アカウントが運用される。
キャラクターとしてのラスカル人気は続き、日本国内では数多くのキャラクターグッズが販売され、他作品とのコラボレーション企画や企業とのタイアップ企画も施策されている（詳細は後述の「その他グッズ化」・「コラボ・タイアップ」参照）。

このほか、後年に発表された作品の数々で、ラスカルのパロディ・オマージュも登場する。
2005年、日本アニメーション公認のキャラクターグッズとして、バンプレストから「ラスカル&ガールフレンド」をリリース。このガールフレンドは、テレビシリーズの最終回でスターリングとラスカルの別れの際に登場した無名のアライグマがモチーフであり、「リリィ」と命名されて公式サイトにも紹介されるほか、キャラクターグッズ展開ではサブキャラクターとして扱われることもある。また2011年以降、登場キャラクターたちの新デザインが発表され、2013年にLINE公式スタンプが発売されると、このデフォルメ版デザインも「プチラスカル（Puchi Rascal）」として商品展開している。
2016年11月11日、Twitter公式アカウントにて、「#ラスカルしっぽの日」キャンペーンを施策。
2018年、2020年には、本社最寄駅の聖蹟桜ヶ丘駅近辺にて、ラスカルのデザインマンホールが設置された。
2023年には、同年度の警視庁防犯大使にラスカルの起用が発表され、着ぐるみのラスカルが委嘱状を拝受した。
この他、2005年にも『フランダースの犬』、『母をたずねて三千里』に続く、「世界名作劇場」の劇場用新作の第3弾として、本作品の劇場版の制作も発表されていたが、こちらは急遽制作中止とされている。

## 沿革
制作会社である日本アニメーションを公式として、本作品を取り巻くメディア展開より、特に主だった出来事は以下の通り。

### 本放送終了まで
- 1963年 - アメリカ合衆国にて、原作小説『Rascal』（著：スターリング・ノース（英語版））発表。
- 1964年 - 邦訳版『はるかなるわがラスカル』（学研、訳：川口正吉）刊行。
- 1964年 - 邦訳版『はるかなるわがラスカル』（角川文庫、訳：亀山龍樹）刊行。
- 1977年 - 1月から12月にかけて、連続テレビアニメシリーズ『あらいぐまラスカル』放送。

### 1990年代
- 1998年 - 関連各社による「ラスカル会」設立。

### 2000年代
- 2005年 - 11月、「ラスカル&ガールフレンド」（バンプレスト）発表。「リリイ」誕生。

### 2010年代
- 2011年 - 「あらいぐまラスカル」放送35周年記念企画を実施（後述の「周年記念企画」参照）。
  - 登場キャラクターの新デザイン「RASCAL little trip」、「Toy RASCAL」、「まるりんラスカル」を発表。
- 2011年 - ラスカルが三井住友海上あいおい生命保険のイメージキャラクターとして起用。
- 2013年 - 1月、LINE公式スタンプ「あらいぐまラスカル」販売開始。
  - スタンプで使用されたデフォルメ版デザインを「プチラスカル（Puchi Rascal）」としても商品展開。
- 2014年 - テレビアニメ「めいたんてい ラスカル」放送。
- 2015年 - 東京都多摩市にて、映画祭「せいせき桜ヶ丘 ラスカル子ども映画祭 with キネコ映画祭」を開催。
- 2015年 - 「世界名作劇場」40周年記念企画を実施（後述の「周年記念企画」参照）。
- 2017年 - 「あらいぐまラスカル」放送40周年記念企画を実施（後述の「周年記念企画」参照）。
  - 登場キャラクターの新デザイン「FLOWERラスカル」、「コミックデザインシリーズ」を発表。
  - 『アイドリッシュセブン』1周年記念と併せた「ラスカリッシュセブン」企画を発表。
  - 「初音ミク」発売10周年記念と併せたコラボレーション企画「初音ミク × ラスカル」を施策。
- 2018年 - 聖蹟桜ヶ丘駅近辺にて、ラスカルのデザインマンホール設置。
- 2018年 - 登場キャラクターの新デザイン「ランドリーデザイン」、「オレンジフラワーデザイン」を発表。
- 2019年 - 登場キャラクターの新デザイン「ミモザデザイン」、「おえかきデザイン」を発表。
- 2019年 - ラスカルがココスのキッズメニューイメージキャラクターとして起用。

### 2020年代
- 2020年 - 登場キャラクターの新デザイン「ボタニカルデザイン」を発表。
- 2021年 - 登場キャラクターの新デザイン「おやすみデザイン」を発表。
- 2022年 - 「あらいぐまラスカル」放送45周年記念企画を実施（後述の「周年記念企画」参照）。
  - 登場キャラクターの新デザイン「クラシックデザイン」を発表。
- 2023年 - 5月、ラスカルが2023年度の警視庁防犯大使として起用。
- 2025年 - テレビアニメ「あらいぐま カルカル団」放送予定。

## あらすじ
ある日の放課後、動物を愛する少年・スターリングが親友・オスカーと釣りに出掛けると、ウエントワースの森でアライグマの親子に遭遇する。飼育が難しいとされるこの2匹の生け捕りを試みていると、偶然鉢合わせた猟師が毛皮欲しさに制止も聞かず、母アライグマを撃ち落としてしまった。スターリングは、取り残された孤児を家に連れ帰って「ラスカル」と名付け、自宅の庭の樫の木の巣穴を使い、飼い犬・ハウザーの庇護を頼りながらも大切に育てる。順調に成長を見せるラスカルは、巣穴の中から庭先へと行動範囲を広げ、カラスのポーとはそりが合わない反面、スターリングの父・ウィラードをはじめ、隣家の親子や馬とも心を通わせるようになった。
近隣や学級でも「スターリングの変わったペット」として注目されるが、スターリングと同級のスラミーからは、ラスカルの強奪や強請りを目論まれる。ある時、スターリング宅裏手の教会で取り仕切られる結婚式の最中、庭の木を守るハウザーに対抗して放った犬が怖気付き、飼育していたスカンク4匹に吠えて怯えさせたため、結婚式を台無しにした事件が起きた。スターリングは、周囲からスカンクの飼育を非難され、殺処分とまで主張する住民の存在や折衷案を持つ父の説得を受けて、大切なスカンクたちを野に放すこととなる。動物と人間とが共存する難しさを再認識するスターリングだが、この遠因となったスラミーのラスカル強請りは続き、憤ることもあった。
一方、家庭内では、ミルウォーキーの病院で入院し、手術を受け終えたスターリングの母・エリザベスが退院する。結婚や大学で実家から離れていた姉2人も揃い、ラスカルの存在も受け入れられた家族団欒も束の間、エリザベスの容態が急変。夏休みの始まりに母親と死別したスターリング自身にも、父の仕事の都合で越してきた少女・アリス、ピクニック先で懇意になった青年・カールといった新たな出会いがあり、悲しみも徐々に癒えていく。
しかし、ラスカルが、スターリングの畑の豊作からトウモロコシの味を占めてしまうと、夜な夜な、近隣住人の畑まで荒らすようになり、特にサーマンからは、射殺を脅迫するまでに目の敵にされ、檻での飼育を要求された。スターリングは、外泊先の森の中へ一度は置き去りにしてきたものの、ラスカルの決死の呼び鳴きに折れて自宅へ連れ帰り、檻の制作に着手する。
夏休みも明けると、同級となったアリスが怪我の白鳥を快癒させ、この別れを見届けたスターリングは、改めてラスカルとの別れを考える。やがて、経営する農場の危機に直面したウィラードが金策に奔走する間、農場を営む叔父の家に預けられ、新学期早々に葉たばこの取り入れのため欠席していたオスカーの手伝いをしたこともあり、スターリングは農場の生活に興味を持った。
ラスカルとの暮らしが1年を迎えた頃、ウィラードは事業再建に失敗し、所有する農場や住み慣れた家を手放すことになった。スターリングは自身の将来について、父と共に農作業をするか、父も姉も勧める中学への進学か逡巡する。これは、長姉の元へ移住すると同時に、ラスカルを手放す決断でもあったが、ついには進学を決意した。
それから、猟師に狙われ、人里へ戻らぬよう、故郷・ウエントワースの森とは別の森の奥深く、ラスカルは、居合わせた野生のアライグマと共に自然へと還り、スターリングは、父親や友人達との別れを惜しみ、汽車で4時間離れた長姉の住むミルウォーキーへと旅立った。

## 登場キャラクター

### 主要キャラクター
スターリング・ノース
声 - 内海敏彦
本作品の主人公。第1話時点で10歳、最終話時点で12歳。小学生。
父親と2人暮らしで、母親は汽車で4時間かかるミルウォーキーの病院に入院中。他に姉2人が既婚・大学のため別居。
動物をこよなく愛する少年で、ラスカルと出会う以前から、自宅では犬のハウザー、カラスのポー、スカンク4匹を飼育。
素直な性格で物分かりのいい方だが、強い動物愛のために頑なな点もある。基本的には温厚な性格だが、場合によっては自分の考えを主張する勇気も持ち合わせる。飼育するラスカルたちを通して、動物と人間との共存の難しさに直面する。
ウエントワースの森で遺児となったラスカルを自宅へ連れ帰る（第1話 - 第2話）。母親の見舞いで父親と外泊する際には、オスカーに動物たちの世話を頼み、この時、オスカーが無断で使用した釣竿を不調にしてしまった謝罪に対し、オスカーの気持ちを汲んで釣竿を譲る（第3話 - 第5話）など、共にラスカルを拾った友人・オスカーを信頼している。ラスカル欲しさにクラスメイト・スラミーたちから粘着されても淡々と対応していたが、大切なスカンクたちを手放す遠因を作った際には、体格が大きいスラミーに対抗するため、簡易的にボクシングの技を習得して喧嘩する（第8話）など、温厚な反面、決して打たれ弱くはない。
学校描写では同級生と比べて物静かで、家庭の事情も相まって精神年齢の高い印象を受けるが、母親の葬儀で棺から離れないハウザーを見て泣き出し、毎日にように墓前に座り込んでいたり（第14話 - 第15話）、友人・アリスがそれとなく姉とカールの結婚を読んでいても鈍感な様子であり、子どもらしい一面も見せる。また、オスカーに釣竿を譲った際には、父親から貰うことになっていると嘘をついた（第5話）が、自作カヌー制作費のため、オスカーに紹介された中学生以上募集のアルバイトに応募するが、正直に小学生であることを打ち明けている（第36話）。人間関係においては柔軟な思考を見せるが、ラスカルが畑を荒らしてしまった際には、サーマンから射殺を脅されていても檻に入れることを躊躇し続けた（第19話 - 第28話）。
小学校に行くことは好きで積極的な様子だが、元からの動物好きと叔父宅での酪農作業の経験などから、長らく中学進学に消極的だった。ウィラードの事業が暗礁に乗り上げ、自宅をも手放す可能性が浮上したことで、転居と進学を決意（第49話）。ラスカルと決別したのち、単身で汽車へ乗り込む（第52話）。
家政婦がノース家を離れる（第11話）と、父親以外の大人が不在の際には夕食や掃除などを担い、ラスカルの檻や設計図からカヌーを制作するなどの工作も得意で、器用にこなす。趣味は釣りで、4kgもある大きなナマズを釣った（第13話）。
ラスカル
声 - 野沢雅子
スターリングの友だち。アライグマ。名前の意味は”やんちゃぼうず”や”いたずらっ子”。
ウェントワースの森で母アライグマと暮らしていたが、主人公・スターリングと出会った際に母親を猟師に銃殺された（第1話）。
好奇心旺盛でいたずら好きなため、目を離した隙に毛糸に絡まっていたり、絵を描いていたスターリングが離れた隙に絵の具塗れの手でキャンバスを触るなどのいたずらがしばしば。頭が良くて手先が器用。カラスのポーを除き、出会う動物たちとはすぐに仲良くなる。
森で遺児となりスターリングに拾われると、ノース家の庭の樫の木にある巣穴で寝起きし、スターリングやスターリングの友人・オスカーから藁のストローでミルクを与えられ、犬のハウザーに見守られながら成長する。自分から巣穴を出られるようになる（第10話）と、リビングで角砂糖を洗ったり（第11話）、スターリングの自転車の籠に入るなどして外出する（第13話）ようになった。
数カ月間は首輪もなく放し飼いだったが、トウモロコシの味を覚えて近隣の畑を荒らしてしまい、以降は、外出時は首輪と皮ひも装着、スターリングお手製の檻に囲われた樫の木で寝起きするようになる（第19話 - 第28話）。この処遇について、檻の中の不自由な生活を不憫に思うスターリングは悩み抜き、一度は森の奥へ置き去りにされた。スターリングの友人・カールに誘われて外泊したホテルが、動物もやってくる森の中にあったことと、怪我の治療のために保護した小鹿を母鹿の元に戻すためだったが、ノース親子が漕ぎ去っていくボートを川沿いに追い駆けながら呼び泣きを繰り返したことで、スターリングの決意は折れた（第26話）。
人間に危害を加えることはあまりなく、作中の描写としては、勝手に角砂糖の瓶を空けて注意された際に家政婦の手を引っ掻き（第11話）、小学校でペットを紹介する授業の際に攻撃してきたスターリングの同級生・スラミーの手を負傷させ、狂犬病感染の疑いがある内は檻から出すことを禁じられた（第29話）のみ。この事件以降も、スターリングのアルバイト中に客寄せアライグマとなっていた（第36話）。
ノース家にやってきて1年程が経過すると、スターリングたちの作業中や食事中にも落ち着きのなさが目立ち、洗濯屋のジムやウィラードからは、春だからラスカルも大人になったと暗示される（第50話）。ラスカルの檻の前に野生のアライグマが訪れると、スターリングはラスカルとの別れを早め（第51話）、人馴れし過ぎたことから、ラスカルの故郷・ウェントワースの森とは別の場所で放されると、野生のアライグマと共に森へ還った（第52話）。
スターリングの叔父宅では、白馬・テディの乗馬に失敗したスターリングを差し置いてラスカルだけが鞍の上で乗りこなす。
光りものが大好きなため、ノース家のクリスマスツリーはいたずら前提で檻の中へ装飾することが計画されたほど（第42話）。スターリングの姉・ジェシカから1セント硬貨を渡された際には、丁寧に磨き上げてから巣穴に運ぼうとしたところ、カラスのポーから横取りされてしまい、スターリングに泣きつくこともあった（第12話）。この一件に限らず、ポーからは食べ物も含めて何度も横取りの被害に遭っている。車のようなスピードのある乗り物に乗るのも大好き（第21話）。
とにかく食いしん坊で、スターリングたちが何か食べていると鳴いてせがんで自分も食べたがり、歯磨き粉ですら食べたことがある（第25話）。主題歌OPでも見られるように苺のソーダを気に入って瓶ごと飲む他、特に好物は、角砂糖、あめ玉、スッポンガメの卵など。また、トウモロコシや蜂蜜を食べた時は、スターリングの制止を聞かずに我を忘れてしまう。猫舌らしく、熱いものは苦手（第45話）。
ラスカルの色設定は、パイロット版では実際のアライグマにより近く、放映版では目のまわりが白くなり、レッサーパンダに近い色合いである。本放送当時発売されていたラスカルのグッズには、このパイロット版の絵柄に準じているものもある。
声優の野沢雅子は、役作りのために動物園に10日間通ってアライグマを観察したものの、鳴き声を聞くことができなかったという。その後テレビにおいて鳴き声をようやく聞くことができたため、それを真似たという。
ウィラード・ノース
声 - 山内雅人
スターリングの父親。55歳。銀行から融資を受けながらいくつかの農場を経営している資産家。
物腰が柔らかく温厚な人柄で、滅多なことでは怒らず何事にも寛容的な紳士。スターリングの親友・オスカーが釣竿の不調を謝罪した際には、スターリングの目配せにウィンクで応じながら、自身の釣竿をスターリングへ譲ることになっているという嘘にのった。家族思いで子どもたちをのびのびと育てていて、スターリングがラスカルについて自分の意見を通そうとする時も優しく諭しており、頭ごなしに叱ったりしない。ラスカルが畑を食い荒らしたことをきっかけに、一度、スターリングがラスカルを森の奥へ置いていった際には、スターリングに何度も確認するなど、現実問題だけでなく、スターリングの本心を気に掛けた。この際、川沿いに呼び泣きを繰り返しながら追いかけるラスカルを見て、息子と共に漕いでいた櫂を止めるなど、時折、動物への愛情も見せる。最終話のラスカルとの別れの日には、自宅でラスカルとの別れを惜しんだ（第52話）。
経営者としての才覚は普通だが、銀行から融資を受けて牧場を買い取り、その牧場を担保にして融資を受けて別の牧場を買い取るという自転車操業状態だったため、洪水によって二つの牧場が閉鎖に追い込まれたことで資金繰りが急速に悪化。対応に奔走する中、大雪に見舞われて立ち往生した際には、雪の中で九死に一生を得る（第45話）が、快癒しないうちに所有する農場の殆どを売り渡すことになった際は、スターリングにも気落ちした姿を見せ、スターリングも「今まで一度も、あんな寂しそうなお父さんの様子を見たことはなかった」と述懐（第46話）。最終的に、一番小さな一つを除いて全ての農場を手放すことになってしまった。
ギターが弾ける（第16話）。
オスカー・サンダーランド
声 - 鹿股裕司
スターリングの友達。スターリングと釣りに出かけるなど、よく行動を共にしており、様々な状況で助け合うなど熱い友情でつながっている。
遊びたい盛りで、ウェントワースの森でラスカルを拾った際にも居合わせており、一緒に面倒を見たがったが、父親のハーマンから農作業の手伝いをさせられることに不満を感じていた（第1話）。ラスカルを連れ帰った日も、ハーマンからの言いつけをサボってスターリングとの釣りに出掛けていたが、徐々に考えが変わり、夏休み明けに学校を無断欠席していたことを気にかけたスターリングとアリスが来訪した際には、自分から葉タバコの収穫を申し出たことを明かし、大変な作業でも今年こそは役に立てるのだと希望を持って10日以上収穫の手伝いを続けた。
ラスカルを拾った日には、農作業をしなかったためにハーマンからぶたれると怯えていた（第1話）が、スケート靴を欲しがった際にはハーマンから持っているソリで我慢するように言われると、「けちんぼ」と叫んで飛び出していくこともあった（第44話）。
特技は、逆立ちで歩くこと（第16話）。
アリス・スティーブンソン
声 - 冨永ミーナ
スターリングの友達。シカゴから引っ越してきた行動的で元気でかわいい女の子。喜怒哀楽の感情表現が豊かである。精神的に落ち着いたところはあるが、ノース家の事情からスターリングが転居する可能性を聞いた際に取り乱すこともあった（第49話）。ラスカルを可愛がっており、スターリングがラスカルとの別れを決行する日には、棒付きキャンディーを持ち寄り、転居のためにスターリングが汽車に乗り込む際も別れを惜しんだ（第52話）。
都会育ちにしては泳ぎがうまく（本人曰く、以前の学校では「クラス一番」）、スケートも上手である。
アリスを含め、スティーブンソン一家は原作小説には登場しない。

### ノース家
サラ・エリザベス・ネルソン・ノース
声 - 香椎くに子
スターリングの母親で、ウィラードの妻。47歳。家から遠く離れたミルウォーキーの病院に入院している（第1話）が、主治医から癌の可能性を示唆され、成功確率も見込めないながら手術を受けた。術後は自宅で療養生活を送る中で病状も好転しているかに見え、スターリングが釣りへ向かい、所望された通りに4kgものナマズを釣り上げて帰宅した時点で病状が悪化（第13話）。最期の希望は叶わず、ノース家裏手の教会で葬儀が執り行われた（第14話）。
スターリングと同じく動物好きで、家政婦のハケットが雇われる以前から、飼い犬のハウザーを家の中で放し飼いにしており、サラの葬儀後、ハウザーは棺から暫く離れなかった（第14話）。入院中にもスターリングからラスカルの存在を打ち明けられると、退院後に会えることを楽しみにしており、退院後に初めて会ったラスカルも可愛がった。
死去後もスターリングの夢の中で登場し、大雪の中の立ち往生で意識朦朧としている夫・ウィラードの幻覚にも現れた（第45話）。
セオドラ・モード
声 - 松尾佳子
スターリングの長姉。既婚者で、ミルウォーキー在住。
実母のサラが存命中は、夫のアーサーと共に入院時の世話をしており、父のウィラードが主治医から癌の可能性を示唆された際も立ち会った。サラの没後、スターリングに対して母親役を成り代わるような振る舞いが見られ、「お母さんはもういないんだ」と反発されてしまうこともあった。特に弟の進学を気に掛け、ミルウォーキーの自宅への転居を薦める。
愛車は「スピード・オブ・スター」で、ノース家の近所でガブリエルの自動車と軽い衝突事故になった際、短気なガブリエルと口論するなど、意外と勝ち気な性格。高所恐怖症。
ジェシカ・ノース
声 - 芳賀みちる
スターリングの次姉。シカゴ大学の学生。快活でしっかり者な性格の現代的な女性。
実母のサラが亡くなる直前に帰省すると、ソファの上で寛いでいたラスカルを潰しかけてしまったり、二度目の帰省の際には、目を離した隙に手荷物を荒らされてしまう。
小説が得意で、自著の小説が雑誌『シカゴ・ジャーナル』に掲載される実力の持ち主。父・ウィラードの事業が傾いた際には、実家からの仕送りが芳しくないにも関わらず、実家の家計を助け、スターリングにお金を渡しているが、父と弟からの心配を他所に雑誌への寄稿で捻出していた。
アーサー・モード
声 - 桑原たけし
セオドラの夫。気取らず親しみやすい性格で、ウィラードからも信頼されている。
義母のサラが存命中は、入院時の世話をしている妻のセオドラを手伝う。義実家の事業が傾いた際にも、妻と共に直接ノース宅へ赴くなど、度々支援している。
ハケット
声 - 麻生美代子
ノース家の家政婦。動物が大の苦手でよく怖がっており、家の中を汚されるのを極端に嫌う。
動物絡みに関しては、主人であるウィラードにも物怖じせず、スターリングがラスカルを拾ってきた日には、食事するテーブルの上にラスカルを放されたことに憤った。ラスカルが大好きな角砂糖入りの瓶に手をかけた際、無理に止めようとしたことで手を負傷してしまい、病院に運ばれた（第11話）のちに姿を見せることなく辞職。ハケットが担っていた家事は後任者不在のまま、基本的にはスターリングが担当。
原作小説にて、物語終盤に登場するクイン夫人に相当する。

### サンダーランド家
ハーマン・サンダーランド
声 - 石森達幸
オスカーの父親。オスカーが畑仕事を手伝わないと、罰としてオスカーをムチで叩く厳しい父親（第2話より、実際に叩く描写はない）。口数は多い方ではなく少々無愛想だが、スターリングがカヌー造りでうまくいかずに悩んでいた時に、オスカーを通じて助言を与えるなど根はいい人。
グレタ・サンダーランド
声 - 野沢雅子
オスカーの母親。冷静で優しい性格。農家で人手が足りないが、人を雇う余裕がないためオスカーに畑仕事を手伝わせることに少々不憫に思っている。まだ赤ん坊だったラスカルの世話の仕方をスターリングに教えてあげた。オスカーによると動物好きで、動物のことなら色々なことを知っているとのこと。

### スティーブンソン家
ジェイムス・スティーブンソン
声 - 鈴木泰明
アリスの父。ブレールスフォード駅の駅長。元気すぎるクラリッサの行動にいつも手を焼いている。
キャサリン・スティーブンソン
声 - 坪井章子
アリスの母。
クラリッサ・スティーブンソン
声 - 京田尚子
アリスの祖母。ジャムを作るのが得意で、「ジャム作りの名人」を自称している。加えて、クッキーやパイなどのお菓子作りも得意（第50話）。お転婆な女の子がそのまま年をとったような人。年を感じさせないほど元気で活動的、賑やかでそそっかしい性格。特技は、簡単な手品（第16話）。かなりの音痴らしい。
フローラ・スティーブンソン
声 - 阪本真澄
アリスの姉。美人で朗らかな女性。歌うことが好きで、ピアノも弾ける。徐々にカールに惹かれていき最終的には結婚する。

### スターリングの学校関係の人物
ホエーレン
声 - 杉山佳寿子
スターリングの学校の教師。家族と離れ離れで、ほぼ父子だけの生活をしているスターリングのことを何かと気にかけてくれている。スターリングについて「（将来は）学問を生かして、世の中の役に立つ人になると思っている」と評価している（第49話）。
スターリングと同様に動物好きで、各自のペットを連れてきて紹介し合う特別授業を開いたこともある。
スラミー・ステルマー
声 - 滝雅也
菓子屋の息子。いわゆるガキ大将で、威張っている。体が大きく意地悪で粗暴で喧嘩っ早いが、大人には弱い。スターリングをライバル視しており、ラスカルをあの手この手で横取りしようと企む。学校でペットを紹介する際にラスカルばかりえこひいきするなと怒ったことも。そのとき、ラスカルが怒ってスラミーの手に噛み付いてしまった。店のキャンディーを盗み食いばかりしていることは父親にバレており、見張られている。意地悪な性格の取り巻きが2人いる。
アラン
声 - 柳田洋
スラミーの友達。ジョーカーという犬を飼っている。
ベン
声 - 鈴木博
スラミーの友達。
ジュディ・ミッチェル
声 - 野沢雅子
スターリングたちのクラスメイトの少女。頭が良い。

### ノース家の隣人たち
マイク・コンウェイ
声 - 村瀬正彦
スターリングの隣人。彼も動物好きな一面も持っているが、馬好きでスカンクだけは苦手。馬のドニイブルックを飼っている。
基本的には温厚な性格だが、自動車は嫌いで、ガブリエルをライバル視しており、「馬より車の方が速い」と言うガブリエルと口論になったり、競争したこともある。ラスカルのことは気に入っているが、畑を荒らすいたずらに困っている。
マーサ・コンウェイ
声 - 貴家堂子
マイクの娘。年齢は幼い。スターリングを兄のように慕っている。幼さもあってわがままで、少しでも思い通りにならないと「ウワーー！！」と大声で泣きだすため、オスカーからは「うるさいやつ」と嫌われている（第08話）。
ガブリエル・サーマン
声 - 永井一郎
スターリングの隣人。性格は短気でせっかちなため、些細なことにイライラしているせいで不機嫌なことが多い。姪のヘレン・カートの結婚式が、スカンクの悪臭のために台無しにされる。動物嫌いで、ラスカルに自分の畑を荒らされてからことあるごとにラスカルを銃で殺そうとするなど、少々物騒な人物。作中の最初の頃に買った自動車が自慢。乗り始めたものの運転技術はあまりうまくなく、道の途中でガス欠になって止まることも多い。ガブリエルの車は1マイルを1分で走る（第33話）。
原作小説では牧師とされている。
フートン
声 - 上田敏也
ノース家の隣にある教会の牧師で、とても温厚な人。カラスのポーが教会の屋根から、お祈りの時などにうるさく鳴くことに困っている。ラスカルが畑を荒らした時や、ガブリエルとマイクの「車と馬」に関する揉め事など、地元でちょっとしたいざこざが起こった時の仲介役となることがある。

### ブレールスフォードに住むその他の人
ジム
声 - 今西正男
洗濯屋。力持ち（第50話）。ラスカルに会うと挨拶代わりにあめ玉をくれる。
ガース・シャドウィック
声 - 北山年夫
馬具屋を営む老人。40年間、馬の鞍や乗馬靴などを作っている職人。自身が作る馬具に関して「丈夫でキレイ」と自負している。ラスカルの首輪と皮ひもを作ったり、ドニーブルックが地元の収穫祭のレースに出た時に徹夜で馬車を作り優勝に一役買ったりした。
ソートン・ステルマー
声 - 緒方賢一
スラミーの父親。お菓子屋を経営している。
トーマス
声 - 緑川稔
スティーブンソンが来る前のブレールスフォード駅の駅長。
マッコイ
声 - 青森伸
ブレールスフォードの八百屋さん。スターリングと仲が良く、スターリングの畑で取った野菜を買ってくれる。
ゲイン
声 - 吉沢久嘉
ブレールスフォードに住む町医者。ミルウォーキーの病院から退院後の母親の具合を診たり（第13話）、獣医ではないがスターリングから必死にお願いをされてラスカルを診察した（第41話）。クリスマスイブでも遠いところまで往診へ行くなど親切な医者である。
リーランド
声 - 伊東さち子
ゲインの診療所の看護婦。スターリングらがゲインにラスカルを診察させようとしていることに気づき、追い出そうとする。
ダベット
声 - 村瀬正彦
ノース家の近所でトウモロコシ畑を営んでいるおじさん。鉄砲の名人で、サーマンと同様に自分の畑を荒らしたラスカルを撃ち殺そうとする。
アッシュ
声 - 緑川稔
ウィラードの知り合いで、「サタデー・イブニング・ポスト」という週刊誌の販売所を経営している。自動車が泥濘にはまっていたところを偶然にもカールに助けられる。その際、カールが結婚指輪を落としていることに気付き、結婚式が行われている教会まで届けてくれる。
週刊誌の手売りのアルバイトとして、スターリングを数日間雇っていた。
ヘンリック
声 - 槐柳二
スターリングが皮の手袋を買った店の店主。

### カールと叔父さん
カール・マーティ
声 - 野島昭生
スターリングの父・ウィラードの友人であるバート・マーティの息子。ホテルのマネージャー兼雑用係。濃いあごひげを蓄えており、気持ちのいい性格で爽やかな青年。子供の頃は、コシュコノング湖の湖畔の家に住んでいたが、父親の死後おじに引き取られた。現在はおじが経営する、自然豊かな場所にあるホテルで、たくさんの野生の動物に囲まれ過ごしている。カールの「動物にも心があり、人間のように心が分かりあえばどんな動物たちとも仲良くなれる」という考えにスターリングも共感している。
カールの叔父
声 - 塩見竜介
ホテルの支配人。カールによって森の動物達がホテルに近づいてくるようになって、それを目当てにお客さんが増えたことは、喜んでいる。しかし、子熊がホテルの屋根にイタズラした時は、銃を持ち出すなどカールほど動物好きというわけではない。

### フレッドおじさんの家族
フレッド・ノース
声 - 大宮悌二
スターリングの父・ウィラードの弟、スターリングの叔父。大きな農場を経営していて、牛や豚などの家畜も飼っている。明るく豪快な性格。力仕事をしていることもあり、大柄な体格。趣味は、動物の剥製を集めること。農家に勉学は必要ないという考え方を持っている。
リリアン・ノース
声 - 杉田郁子
フレッドの妻。気さくな人柄で、気遣いが出来る人。朝は一番早く起きてかまどに火をおこし、夜は家族が寝た後に、フレッドたちが使うランプの火屋（ほや＝ランプの火を囲っているガラスの部分）についたすすを掃除するのが日課。
以下の3人はスターリングの従兄弟にあたる。父親とともに3兄弟で、朝4時に起きて朝食を食べて、すぐに数十頭いる牛の乳しぼりをして、2度目の朝食を取り、農場の仕事をしている。
チャールズ・ノース
声 - 倉石一旺
フレッドの長男。
ウィルフレッド・ノース
声 - 龍田直樹
フレッドの次男。
アーネスト・ノース
声 - 永久勲雄
フレッドの三男。「これからは何をするにも頭がものをいう時代」と勉学の必要性を感じており、勉学に理解あるスターリング家を羨ましく思っている。

### ラスカル以外の主な動物たち

#### ノース家の飼い動物
ハウザー
スターリングが飼っているセント・バーナード犬。大型犬で普段はおとなしいが、いざという時は野良犬を打ち負かすなど、頼りになる存在。番犬及び、ラスカルが勝手にどこかへ行ったりしないように監視する役割もある。自動車が苦手。
エドガー・アラン・ポー（ポー）
スターリングが飼っているカラス。ノース家の屋根と、隣の教会の鐘楼に巣を作っており、行ったり来たりしている。鳴き声がうるさくせわしなく動き回るため、周りの人から煙たがられている。光るものに目がなく硬貨などを教会の鐘楼の自分の巣へ溜め込んでいる。同じく光るものが好きなラスカルとは仲が悪く、ラスカルが光るものを持っていると奪い合いのケンカになる。
スカンクたち
スターリングが飼っていたスカンク。4匹いるが、特に名前はついていない。教会で結婚式が行われている最中にアランが飼っている犬ジョーカーに吠えられたのに驚き、おならをしてしまう。このおならの影響で付近は大騒動となり、近隣住民や父に飼うことを禁じられたため、スターリングがウェントワースの森へ帰す。

#### その他ブレールスフォードの動物
ドニイブルック
シャドウィックが飼っている自慢の馬。走りが速く、人が乗る馬車付きの状態で1マイル（約1.6km）を2分で走る。地元の収穫祭の馬車レースやジェーンズビル郡大会のレースなどで優勝している。ラスカルと仲が良い。
ジミー
スラミーが飼っている毛が緑色のオウム。人間の言葉をマネて喋るが、その内容は「バカ」のような下品な言葉や菓子屋を経営する父親が「スラミー、つまみ食いするな！」のような会話である。

#### カールのホテルとその近くに住む動物たち
ホテルのそばに森と湖があり国立森林に接した場所で、猟師に襲われることもないため動物たちが、安心して暮らしている。アライグマ、熊、シカ、ビーバー、キツネ、様々な鳥たちが暮らしており、カールが指笛などで呼ぶと集まってくる。
ジンジャー
カールが飼っている犬。カールによると「他の動物達の言葉がわかり、森の動物たちから信頼されている。動物達に何か困ったことが起きると行って助けてあげる」とのこと。穏やかな性格。
クレオパトラ
ホテルのそばに住んでいる雌のアライグマま。ラスカルとすぐに仲良くなる。2匹の子供を連れている。
タンガ
ホテルのそばに住んでいる大きな熊。ホテルの屋根板を剥がす習性がある。ホテルの客室へ入ったことで客からクレームが入ってしまい、カールの叔父に射殺されそうになる。
エイハム
ホテルのそばに住んでいるビーバー。
テネローピー
ホテルのそばに住んでいるキツネ。怪我をしているところをジンジャーが見つけ、助けられる。

#### フレッドおじさんの農場
ルージー
フレッドの農場で飼われている牝牛の1匹。作中で子牛を出産する。
ロージー
ルージーが出産した雌の子牛。命名者はアーネスト。
テディ
フレッドの農場で飼われている白馬。じゃじゃ馬で、スターリングが乗りこなそうとするが歩き出さなかったり、振り落とそうと暴れる。
ネリー
フレッドの農場で飼われている黒馬。テディとは対照的に大人しい。

### その他の登場人物
ミッチェル
声 - 寺島幹夫
ミルウォーキーの病院の医師。エリザベスの診察、手術をした。退院後もエリザベスが非常に危険な状態であると告げる。
マーチン・ラッセル
声 - 飯塚昭三
黒人のボクサー。とても強かったが黒人差別ゆえに判定になると負けてしまっていたので、マーチンの勝った試合は全てKO（ノックアウト）である。しかし年には勝てず最近では負けが込んでいる。スラミーにケンカで勝ちたいというスターリングに、ボクシングの初歩的なやり方を教えた。
ヘンリー
声 - 緑川稔
マーチンのマネージャー。スターリングの父ウィラードの昔の友人。
トム・サーマン
声 - 古谷徹
ガブリエルの息子。シカゴ州立大学の学生。ジェシカに少し好意を寄せているが、片思いである。
アンナ
声 - 遠藤晴
スティーブンソン一家が以前シカゴに住んでいた時に隣に住んでいたおばあさん。クラリッサの親友。
どうしても孫たちとスリーレイクスの農場へ行くと言って聞かないクラリッサを引き留めるため、ジェイムスに呼ばれブレールスフォードへやってくる。
ギルビィ
声 - 辻村真人
皮細工職人。ヘンリックの店の品物の下請け。妻が他界し、貧しい生活を送っている。ブレールスフォードからやや離れたところに住んでいる。
これまで一度も納品を遅らせたことはなかったが、リッチの病気により仕事が遅れ、ヘンリックが自宅まで取りに来る事態となった。リッチの病気を知ったスターリングに助けられ、お礼に自作の革袋をプレゼントした。
ビリィ
声 - 塩屋翼
ギルビィの長男。スターリングより少し年上である。熱を出したリッチのため、スターリングと共に町まで医者を呼びに行く。
ミック
声 - 千々松幸子
ギルビィの次男。幼く、兄のビリィに世話を焼かせている。
リッチ
声 - 野村道子
ギルビィの長女。熱を出し、肺炎を起こしかけていたが、スターリングの計らいでなんとか手当てが間に合い一命をとりとめる。

## スタッフ
- 製作 - 本橋浩一
- 製作管理 - 高桑充
- 監督 - 遠藤政治、斉藤博（第1話 - 第33話）、腰繁男（第34話 - 最終話）
- 脚色 - 宮崎晃、太田省吾、佐藤嘉助
- レイアウト - 坂井俊一
- キャラクターデザイン - 遠藤政治
- 作画監督 - 小川隆雄、桜井美知代、遠藤政治
- 作監補佐 - 水田めぐみ
- 作画 - 宮崎駿、小田部羊一、篠原征子、富沢信雄、羽根章悦、トランスアーツ 他
- 動画チェック - 前田英美、吉田十色
- 美術監督 - 井岡雅宏
- 背景 - スタジオアクア、ムクオスタジオ
- 彩色 - スタジオロビン
- 音楽 - 渡辺岳夫
- 録音監督 - 浦上靖夫
- 整音 - 中戸川次男
- 効果 - 石田サウンド（現・フィズサウンド）
- 撮影監督 - 黒木敬七
- 撮影 - トランス・アーツ
- 編集 - 瀬山武司
- 現像 - 東洋現像所（現・IMAGICA）
- 協力 - アバコスタジオ、オムニバズ・プロモーション、APU（オーディオプランニングユー）
- 演出助手 - 横田和善、馬場健一、小園井常久
- 制作デスク - 遠藤栄
- フジテレビプロデューサー - 別所孝治
- プロデューサー - 中島順三、加藤良雄
- 企画 - 日本アニメーション株式会社
- 制作 - 日本アニメーション、フジテレビ

## 主題歌
オープニングテーマ - 「ロックリバーヘ」
歌 - 大杉久美子 / セントメリーチルドレンコーラス、コロムビアゆりかご会 / 作詞 - 岸田衿子、作曲 - 渡辺岳夫 / 編曲 - 松山祐士
1977年の日本コロムビアのゴールデン・ヒット賞を受賞した。
エンディングテーマ - 「おいでラスカル」
歌 - 大杉久美子 / 作詞 - 岸田衿子 / 作曲 - 渡辺岳夫 / 編曲 - 松山祐士
放映30周年記念カバー - 「ロックリバーへ」
歌 - 近江知永 / 編曲 - Monta
近江知永4th Single「Happy Days」に収録。
あらいぐまラスカル30周年記念発売 -「To the Rock River ~ロックリバーへ~ 英語版」
歌 - HAPPY(Akai Tonnko) / 訳詞 - 泉忠司 青春出版社
英語DVD教材「あそぼう☆おどろうラスカルENGLISH」に収録。

## 放送情報

### 各話リスト
本放送は1977年。フジテレビ系列にて、毎週日曜19:30 - 20:00（JST）に放送。
| 話数 | 放送日   | サブタイトル               | 脚本            | コンテ     |
| ---- | -------- | -------------------------- | --------------- | ---------- |
| 1    | 1月2日   | 黒いマスクの可愛いやつ     | 宮崎晃          | 奥田誠治   |
| 2    | 1月9日   | ぼくの新しい友達           | 宮崎晃          | 森光       |
| 3    | 1月16日  | 友情                       | 宮崎晃 太田省吾 | 森光       |
| 4    | 1月23日  | ミルウォーキーのお月さま   | 宮崎晃          | 御厨恭輔   |
| 5    | 1月30日  | オスカーへの贈り物         | 宮崎晃          | 森光       |
| 6    | 2月6日   | さようならスカンクたち     | 宮崎晃 太田省吾 | 森光       |
| 7    | 2月13日  | 馬と自動車はどちらが速いか | 宮崎晃 太田省吾 | 森光       |
| 8    | 2月20日  | 蛙とボクシング             | 宮崎晃 太田省吾 | 富野喜幸   |
| 9    | 2月27日  | お母さんの帰宅             | 宮崎晃 太田省吾 | 御厨恭輔   |
| 10   | 3月6日   | はじめての探検             | 宮崎晃 太田省吾 | 富野喜幸   |
| 11   | 3月13日  | 消えた角砂糖               | 宮崎晃 太田省吾 | 富野喜幸   |
| 12   | 3月20日  | 本と1セント銅貨            | 宮崎晃 太田省吾 | 斉藤博     |
| 13   | 3月27日  | 夏休みの第一日             | 宮崎晃 太田省吾 | とみの喜幸 |
| 14   | 4月3日   | 母のない子                 | 宮崎晃          | 御厨恭輔   |
| 15   | 4月10日  | アリスと友達になれたらなあ | 宮崎晃          | とみの喜幸 |
| 16   | 4月17日  | 楽しいパーティの夜         | 宮崎晃          | 斉藤博     |
| 17   | 4月24日  | ラスカルの冒険             | 宮崎晃          | とみの喜幸 |
| 18   | 5月1日   | 森で会った不思議な青年     | 宮崎晃          | とみの喜幸 |
| 19   | 5月8日   | ラスカルとトウモロコシ     | 宮崎晃          | とみの喜幸 |
| 20   | 5月15日  | スターリングの悲しみ       | 宮崎晃          | 山崎修二   |
| 21   | 5月22日  | あぶないラスカル           | 宮崎晃          | とみの喜幸 |
| 22   | 5月29日  | 森と湖と動物たち           | 宮崎晃          | 池野文雄   |
| 23   | 6月5日   | カールの災難               | 宮崎晃 佐藤嘉助 | 大田信     |
| 24   | 6月12日  | 走れ走れぼくらのカヌー     | 宮崎晃          | とみの喜幸 |
| 25   | 6月19日  | 森で見つけた仔鹿           | 宮崎晃          | 池野文雄   |
| 26   | 6月26日  | 森と湖の夏まつり           | 宮崎晃          | とみの喜幸 |
| 27   | 7月3日   | 首わと皮ひも               | 宮崎晃 佐藤嘉助 | 池野文雄   |
| 28   | 7月10日  | 檻の中                     | 宮崎晃 佐藤嘉助 | とみの喜幸 |
| 29   | 7月17日  | 星空をとぼう               | 宮崎晃 佐藤嘉助 | 斉藤博     |
| 30   | 7月24日  | ケチケチするな             | 宮崎晃 佐藤嘉助 | とみの喜幸 |
| 31   | 7月31日  | 花火のあがる日             | 宮崎晃 佐藤嘉助 | 池野文雄   |
| 32   | 8月7日   | わたり鳥の帰るころ         | 宮崎晃 佐藤嘉助 | 池野文雄   |
| 33   | 8月14日  | ドニイブルックの勝利       | 宮崎晃 佐藤嘉助 | とみの喜幸 |
| 34   | 8月21日  | いじわるな手紙             | 宮崎晃 佐藤嘉助 | とみの喜幸 |
| 35   | 8月28日  | カールとフローラ           | 宮崎晃 佐藤嘉助 | 斉藤博     |
| 36   | 9月4日   | 待っていた老人             | 宮崎晃 佐藤嘉助 | 池野文雄   |
| 37   | 9月11日  | 朝の乳しぼり               | 宮崎晃 佐藤嘉助 | とみの喜幸 |
| 38   | 9月18日  | 素敵なおもいで             | 宮崎晃 佐藤嘉助 | 池野文雄   |
| 39   | 9月25日  | 忘れられた誕生日           | 宮崎晃 佐藤嘉助 | とみの喜幸 |
| 40   | 10月2日  | 初雪の夜                   | 宮崎晃 佐藤嘉助 | とみの喜幸 |
| 41   | 10月9日  | めずらしい患者             | 宮崎晃 佐藤嘉助 | 森光       |
| 42   | 10月16日 | もうすぐクリスマス         | 宮崎晃 佐藤嘉助 | 池野文雄   |
| 43   | 10月23日 | すばらしい贈り物           | 宮崎晃 佐藤嘉助 | 池野文雄   |
| 44   | 10月30日 | 氷の上の戦い               | 宮崎晃 佐藤嘉助 | とみの喜幸 |
| 45   | 11月6日  | お母さんの平手うち         | 宮崎晃 佐藤嘉助 | 池野文雄   |
| 46   | 11月13日 | お父さんのさびしい顔       | 宮崎晃 佐藤嘉助 | 池野文雄   |
| 47   | 11月20日 | 立ちあがった仔牛           | 宮崎晃 佐藤嘉助 | とみの喜幸 |
| 48   | 11月27日 | じゃじゃ馬ならし           | 宮崎晃 佐藤嘉助 | 池野文雄   |
| 49   | 12月4日  | 雪の家                     | 宮崎晃 佐藤嘉助 | 森光       |
| 50   | 12月11日 | カヌーの進水式             | 宮崎晃 佐藤嘉助 | 池野文雄   |
| 51   | 12月18日 | 残された一週間             | 宮崎晃 佐藤嘉助 | 池野文雄   |
| 52   | 12月25日 | 別れと出発の時             | 宮崎晃 佐藤嘉助 | 池野文雄   |

### ネット局
※放送日時・系列は本番組終了時（1977年12月）のもの。
| 放送地域       | 放送局         | 放送日時           | 放送系列                                     | 備考                |
| -------------- | -------------- | ------------------ | -------------------------------------------- | ------------------- |
| 関東広域圏     | フジテレビ     | 日曜 19:30 - 20:00 | フジテレビ系列                               | 制作局              |
| 北海道         | 北海道文化放送 | 日曜 19:30 - 20:00 | フジテレビ系列                               |                     |
| 宮城県         | 仙台放送       | 日曜 19:30 - 20:00 | フジテレビ系列                               |                     |
| 秋田県         | 秋田テレビ     | 日曜 19:30 - 20:00 | フジテレビ系列                               |                     |
| 山形県         | 山形テレビ     | 日曜 19:30 - 20:00 | フジテレビ系列                               |                     |
| 長野県         | 長野放送       | 日曜 19:30 - 20:00 | フジテレビ系列                               | [ 注 11 ]           |
| 静岡県         | テレビ静岡     | 日曜 19:30 - 20:00 | フジテレビ系列                               |                     |
| 富山県         | 富山テレビ     | 日曜 19:30 - 20:00 | フジテレビ系列                               |                     |
| 石川県         | 石川テレビ     | 日曜 19:30 - 20:00 | フジテレビ系列                               |                     |
| 福井県         | 福井テレビ     | 日曜 19:30 - 20:00 | フジテレビ系列                               |                     |
| 中京広域圏     | 東海テレビ     | 日曜 19:30 - 20:00 | フジテレビ系列                               |                     |
| 近畿広域圏     | 関西テレビ     | 日曜 19:30 - 20:00 | フジテレビ系列                               |                     |
| 島根県・鳥取県 | 山陰中央テレビ | 日曜 19:30 - 20:00 | フジテレビ系列                               |                     |
| 岡山県         | 岡山放送       | 日曜 19:30 - 20:00 | フジテレビ系列 テレビ朝日系列                | [ 注 12 ] [ 注 13 ] |
| 広島県         | テレビ新広島   | 日曜 19:30 - 20:00 | フジテレビ系列                               |                     |
| 愛媛県         | 愛媛放送       | 日曜 19:30 - 20:00 | フジテレビ系列                               | [ 注 14 ]           |
| 福岡県         | テレビ西日本   | 日曜 19:30 - 20:00 | フジテレビ系列                               |                     |
| 佐賀県         | サガテレビ     | 日曜 19:30 - 20:00 | フジテレビ系列                               |                     |
| 熊本県         | テレビ熊本     | 日曜 19:30 - 20:00 | フジテレビ系列 日本テレビ系列 テレビ朝日系列 |                     |
| 沖縄県         | 沖縄テレビ     | 日曜 19:30 - 20:00 | フジテレビ系列                               |                     |
| 青森県         | 青森放送       | 土曜 18:00 - 18:30 | 日本テレビ系列 テレビ朝日系列                |                     |
| 岩手県         | 岩手放送       | 日曜 18:00 - 18:30 | TBS系列                                      | [ 注 15 ]           |
| 福島県         | 福島テレビ     | 土曜 18:00 - 18:30 | TBS系列 フジテレビ系列                       |                     |
| 山梨県         | 山梨放送       | 水曜 19:00 - 19:30 | 日本テレビ系列                               |                     |
| 新潟県         | 新潟総合テレビ | 月曜 18:00 - 18:30 | フジテレビ系列 日本テレビ系列 テレビ朝日系列 |                     |
| 山口県         | 山口放送       | 月曜 19:00 - 19:30 | 日本テレビ系列                               |                     |
| 徳島県         | 四国放送       | 木曜 19:00 - 19:30 | 日本テレビ系列                               |                     |
| 香川県         | 西日本放送     | 月曜 18:00 - 18:30 | 日本テレビ系列                               | [ 注 16 ]           |
| 高知県         | 高知放送       | 月曜 18:00 - 18:30 | 日本テレビ系列                               |                     |
| 長崎県         | テレビ長崎     | 日曜 18:00 - 18:30 | フジテレビ系列 日本テレビ系列                | [ 注 17 ] [ 注 18 ] |
| 大分県         | テレビ大分     | 月曜 18:00 - 18:30 | 日本テレビ系列 フジテレビ系列 テレビ朝日系列 | [ 注 17 ]           |
| 宮崎県         | テレビ宮崎     | 水曜 19:00 - 19:30 | 日本テレビ系列 フジテレビ系列 テレビ朝日系列 | [ 注 17 ]           |
| 鹿児島県       | 鹿児島テレビ   | 土曜 19:00 - 19:30 | 日本テレビ系列 フジテレビ系列 テレビ朝日系列 | [ 注 17 ]           |

### 再放送
- 2010年10月、CS（キッズステーション）
  - 画角を16:9に引き伸ばしたHDリマスター版が放送された。
  - 字幕付きで、文字色はスターリングが青色、ラスカルが黄色、それ以外の人物は白色と区別されている。
- 2017年6月 - 9月、テレビ大阪
  - 放送枠が15分のため、各話を前半と後半に分け、全104回に再編集の上で放送。
- 2017年8月25日、TOKYO MX
  - MX2にて、平日の6:00 - 6:30にて放送。
- 2021年8月8日、キッズステーション
  - 18:30からダイジェスト版として放送。

## 原作小説

### 原作
- アメリカ合衆国の小説『Rascal』（発表：1963年、著：スターリング・ノース（英語版））
  - アメリカ本国では、ダットン動物文学賞、アメリカ図書館協会オーリアンヌ賞を受賞している。
  - 1969年、アメリカ本国で映画『ラスカル（英語版）』が公開。本作品と同様に、映画版にも原作小説との相違が見られる。

### 邦訳
- 『はるかなるわがラスカル』（学研、1964年発売、訳：川口正吉）
- 『はるかなるわがラスカル』（角川文庫、1970年発売、訳：亀山龍樹）
- のちに小学館ライブラリーで復刻。

### 原作小説との相違点
- 原作小説の時代背景は第一次世界大戦中だが、本作品では戦争に触れる描写がカットされた。
  - 原作小説では、スターリングに兄・ハーシェルが存在し、ヨーロッパ戦線に従軍。
  - 原作小説では、食糧配給や金属供与など、戦時下当時の生活が垣間見える描写もある。
- 本作品の第1話にて、スターリングたちが鉢合わせた猟師に母アライグマが銃殺され、ラスカルが取り残されてしまうという展開が存在する。原作小説にこの猟師は登場せず、スターリングとオスカーが母アライグマとラスカル以外の兄弟たちに逃走されるという流れとなっている。
- スターリングのボクシングを簡易的に習得するエピソード、それにスターリングの父親の事業の失敗と引越しといった展開などは、いずれもアニメ化に際して追加されたオリジナルエピソードである。
- スターリングの友人の一人、アリス・スティーブンソンは、アニメ化に際して追加されたオリジナルキャラクターである。

## 関連商品

### 映像化
- ビデオ　総集編ビデオ（ポニーキャニオン）
  - 全4巻。廃盤。
- ビデオ　総集編ビデオ（角川書店、バンダイ）
  - 全1巻。廃盤。
- レーザーディスク（LD）LD-BOX（TAKARA）
  - 全13枚。廃盤。
- レーザーディスク（LD）LD-BOX（パイオニアLDC）
  - 全13枚。廃盤。
- レーザーディスク（LD）単品（パイオニアLDC）
  - 全13枚。廃盤。
- VCD TVシリーズ（アポロンクリエイト）
  - 巻数不明。廃盤。
- DVD『あらいぐまラスカル　DVD全13巻』（バンダイビジュアル、1999年3月25日 - 同年6月25日発売）
  - 全13巻。
- DVD『あそぼう☆おどろう ラスカルENGLISH』 (青春出版社、2007年8月25日発売)
- DVD『世界名作劇場・完結版　あらいぐまラスカル』（バンダイビジュアル、2009年発売）
- DVD『世界名作劇場シリーズ 完結版DVDメモリアルボックス』（バンダイビジュアル、2011年12月22日発売）[20]
  - 全7巻の内、「＜アメリカ・カナダ編①＞」に収録。
- DVD『あらいぐまラスカル　ファミリーセレクションDVDボックス』（バンダイビジュアル、2012年8月発売）
  - 映像特典として、主題歌「ロックリバーへ」のカラオケ版も収録。

### ディスコグラフィ
- LPレコード『あらいぐまラスカル うたとおはなし』（日本コロムビア、1977年7月発売）
  - CS-7032。歌8曲と「おはなし」を交互に収録。
- CD『あらいぐまラスカル うたとおはなし』（日本コロムビア、1995年6月発売）
  - COCC-12680。歌8曲と「おはなし」を交互に収録。
- CD『あらいぐまラスカル 20th Anniversary Memorial Album』（日本コロムビア、1997年6月発売）
  - COCC-14297。
- CD『日本アニメーション 40th Anniversary Best　歌と映像で綴る思い出の主題歌コレクション』（日本コロムビア、2015年3月11日発売）[21]
  - COZX-1019-20。DVDを同梱し、OP「ロックリバーへ」を収録。
- CD『日本アニメーション 40th Anniversary Best　オルゴールが奏でる世界名作劇場主題歌コレクション』（日本コロムビア、2015年3月11日発売）[22]
  - COCX-39005。OP「ロックリバーへ」のオルゴールアレンジ版を収録。
- 『あらいぐまラスカル 40th Anniversary BEST』（日本コロムビア、2017年12月20日発売）
  - 「あらいぐまラスカル」放送40周年を記念し、テレビアニメ『ぽかぽか森のラスカル』関連曲も収録したベストアルバム。

### 書籍
- 『世界名作ものがたり27「あらいぐまラスカル」』（文：洋駿太郎・絵：木村光雄、朝日ソノラマ、1977年2月発売）
- 『ラスカルにあいたい』（著：ちばかおり、求龍堂、2007年11月発売、ISBN 9784763007247）
  - 放送30周年を記念した完全ガイド。
- 「ラスカルカフェ」（2013年3月1日 - 連載）
  - 『別冊キャラぱふぇ コミック』にて連載開始。
  - 世界名作劇場公式携帯サイト「♪ラスカルとパトラッシュ♪」にて、モバイル版を同時連載。
- 『プチラスカルファンブック』（主婦と生活社、2015年7月3日発売、ISBN 9784391637830）
- 『ぴあMOOK「世界名作劇場ぴあ」』（ぴあ、2015年7月30日発売、ISBN 9784835624969）
- 『あらいぐまラスカル ことわざの知恵』（PHP研究所、2015年発売、ISBN 9784569764054）
- 『ラスカル、教えて！ 子どものひとこと英会話』（PHP研究所、2017年1月24日発売、ISBN 9784569786209）
- 『徳間アニメ絵本 37 あらいぐまラスカル』（徳間書店、2017年8月23日発売、ISBN 9784198644659）
- 『ラスカル 40th Anniversary Book』（宝島社、2017年9月7日発売）
- 『世界名作劇場学院』（comico、2017年12月19日 - 連載）[23]
- 『世界名作劇場 感動の最終回！名作7選 COMPLETE DVD BOOKシリーズ』（2020年3月31日、ISBN 9784835639437）
  - 主要キャラクターの設定画などを掲載。同梱DVDに、第52話「別れと出発の時」を収録。
- 「パトラスでニューゲーム！」連載（Twitter漫画媒体「日刊月チャン」、画：明方いるか）[24][25]
  - 『パトラスでニューゲーム！ 1』（少年チャンピオンコミックス・エクストラ、2020年5月8日発売、ISBN 9784253254724）

## レンタル・ストリーミング

### ストリーミング
- LINE KIDS動画（LINE）[26][27] - サービス終了済
  - 2014年4月 - 2015年6月30日、テレビシリーズ全話がサービス終了まで配信された。
- ニコニコ生放送（ドワンゴ）
  - 2017年8月19日 - 8月31日、「あらいぐまラスカル」放送40周年記念として、テレビシリーズ全話分を複数回に分割して配信[28]。
- スゴ得コンテンツ（NTTドコモ）
  - 2021年12月、「世界名作劇場 forスゴ得」サービス開始。同シリーズから17作品を配信。[29]
- YouTube（日本アニメーション公式アカウント：日本アニメーションシアター）
  - 2022年4月28日 - 6月30日、「あらいぐまラスカル」放送45周年記念の一環で全話一挙配信。
- GYAO!（GYAO） - サービス終了済
  - 2022年9月2日 - 10月31日、「あらいぐまラスカル」放送45周年記念の一環で全話一挙配信。

### その他
- ZOWA（エイシス） - ASMR好きのための動画サービス。2023年サービス終了。
  - 2020年8月、「ASMR@ラスカル 夏編」と「ASMR@ラスカル 炭酸編」を配信[30]。テレビシリーズとは異なる。

## 周年記念企画
2011年、「「あらいぐまラスカル」放送40周年記念企画」が施策されたことを皮切りに、2015年には、「世界名作劇場」シリーズおよび制作会社である日本アニメーションの創業40周年を迎え、順次関連の周年企画が施策されている。
- 2007年、「あらいぐまラスカル」放送30周年記念企画
  - 完全ガイド本『ラスカルにあいたい』を発売。
- 2011年、「あらいぐまラスカル」放送35周年記念企画
  - 登場キャラクターの新デザイン「RASCAL little trip」、「Toy RASCAL」、「まるりんラスカル」発表。
- 2015年、「世界名作劇場」40周年記念企画・日本アニメーション創業40周年企画
  - 3月11日、「友達フェイスパック（パトラッシュ＆ラスカル）」（一心堂本舗）[31]を販売。
  - 3月26日 - 4月15日、フロレスタにて、「世界名作劇場ドーナツ 第１弾「あらいぐまラスカル」」を提供[32]。
    - ランチバッグプレゼント企画も実施[33]。

  - 5月20日 - 6月28日、「日本アニメーション40周年映画「シンドバッド 空とぶ姫と秘密の島」公開記念 佐藤好春 原画展」を開催[34]。
  - 7月24日、「Laundry×あらいぐまラスカル」シャツ・トートバッグ（Laundry）[35]を販売。
  - 7月30日 - 8月18日、「THE 世界名作劇場展～制作スタジオ・日本アニメーション 40年のしごと～」を開催[36]。
  - 10月31日、「日本アニメーション創立40周年記念『世界名作劇場』シンフォニー・コンサート」を開催[37]。
  - 「ガールズティーカップ用ティーバッグ5p（Raccoon Rascal×Karel Capek）」（カレルチャペック紅茶店）[38]
- 2017年、「あらいぐまラスカル」放送40周年記念企画
  - 前年5月1日 - 31日、期間限定ショップ「原宿ラスカルショップ」（東急プラザ表参道原宿）を展開。
  - 前年6月16日 - 11月24日、BAKERY CAFÉ CHARABREADにて、コラボメニューを提供。
  - 前年8月、『アイドリッシュセブン』1周年記念と併せた「ラスカリッシュセブン」企画を発表。
  - 前年12月7日 - 2017年2月27日、「デココレ」サイト内で限定スタンプ配信、プレゼント企画を実施。
  - 1月、「ハローキティ」とのコラボグッズを販売[39]。
  - 2月3日、サーティワン アイスクリーム CUTE CUBE HARAJUKU店にて、コラボメニューを提供開始。
  - 2月6日、ピクトケーキキャラにて、デザインケーキを提供開始。
  - 2月14日 - 3月12日、「THE 世界名作劇場展～"あらいぐまラスカル" 40th記念特別展～」（東京アニメセンター）を開催[40]。
  - 2月28日 - 翌年1月31日、「公式痛印販売企画『ラスカル』」（痛印堂）を販売[41]。
  - 3月22日、”夫婦の日”にデザイン婚姻届のセット（婚姻届製作所）発売[42]。
  - 4月8日、プロ野球12球団とのコラボグッズを販売[43]。
  - 4月21日 - 6月25日、東京ソラマチ5周年と併せて限定ショップ｢40th anniversary RASCAL SHOP 東京ソラマチ店｣を開設。
  - 5月5日、等々力陸上競技場にて、川崎フロンターレとのコラボ企画によるグリーティング実施。
  - 5月9日、漫画『ベルサイユのばら』連載45周年と併せて「ベルばらすかる」企画を発表。
  - 6月、graniphにて、コラボデザインTシャツを発売。
  - 8月10日、初音ミク発売10周年と併せて「初音ミク × ラスカル」企画を発表。
  - 9月7日、『ラスカル 40th Anniversary Book』（宝島社）を発売。
  - 12月、「スゴ得コンテンツ」（NTTドコモ）にて、「あらいぐまラスカル40周年記念特集」を配信。
  - 12月20日、『あらいぐまラスカル 40th Anniversary BEST』（日本コロムビア）を発売。
  - 翌年1月、「プチラスカル×ARTEMIS KINGS」（ARTEMIS KINGS）として、指輪とネックレスを受注販売[44]。
  - 各種ストリーミング配信や再放送を施策[28]。
  - 登場キャラクターの新デザイン「FLOWERラスカル」、「コミックデザインシリーズ」発表。
  - 記念グッズとして「紅茶缶」と「レザーストラップ」を発売。
- 2022年、「あらいぐまラスカル」放送45周年記念企画
  - 3月、ラスカルのスペシャルコーヒー（全4種）（フィーリングマン）を販売。
  - 3月、ラスカルのキャンバスアート（全4種）（キャラート）を販売。
  - 3月、ラスカルクラシックデザインの「ブレンボールペン（全2種）」・「デルガード（全2種）」（ヒサゴ）を販売。
  - 4月28日 - 6月30日、YouTube公式アカウントにて、テレビシリーズの全話一挙配信を実施。
  - 6月8日、「あらいぐまラスカル 45周年記念コラボウオッチ」（セイコー、2022年発売）[45]
  - 6月24日、「あらいぐまラスカル45thショップ」（東京駅一番街・東京キャラクターストリート）を期間限定で展開。全国巡礼開始。
  - 6月24日、「あらいぐまラスカル オードパルファム」を販売。シロツメクサをイメージ。
  - 6月、「あらいぐまラスカル」45周年クラシックデザインのケーキとマカロン（PRIROLL）を販売。
  - 9月2日 - 10月31日、「GYAO!」にて、テレビシリーズの全話一挙配信を実施。
  - 9⽉8⽇ - 10⽉10⽇、宮古島にて、LB CAFEとのコラボカフェを展開。コラボメニューを提供。[46]
  - 10月、「グラスクロス（全8種）」・「くもり止め缶（全5種）」（和真パレット）を販売。
  - 11月8日、「「あらいぐまラスカル」放送45周年記念コラボラベル」（KURAND）を販売。
  - 登場キャラクターの新デザイン「クラシックデザイン」発表。
- 2025年、日本アニメーション創業40周年企画
  - 4月、テレビアニメ『あらいぐま カルカル団』放送。

## 実店舗・リアルイベント

### 実店舗
- 「世界名作劇場 おでかけ！FanFun Park」（エブリイOkanaka津高、2017年8月18日 - 8月20日）[47]
  - 「世界名作劇場 Fan Fun Kitchen」の出張版。ラスカルのグリーティングや砂絵教室などを実施。
- 「Rascal Bakery by CHARABREAD」（武蔵野市吉祥寺、2017年9月9日開店）[48]
  - 常設カフェとして、ラスカルモチーフのメニューを提供。2018年11月30日に閉店。
  - 2017年8月24日 - 11月15日、LINEスタンプを配布（バンダイ）。

#### ポップアップショップ
- 「ラスカルショップ in 池袋東武」（東武百貨店池袋店、2020年7月29日 - 8月10日）
- 「RASCAL SHOP in KOBE｣」（神戸ハーバーランドumie、2021年2月4日 - 4月25日）
  - 「ロミオの青い空～ピッコロショップ～」と同時開催。
- 「ラスカルのしっぽ ～日本アニメーションストア～」（イオンレイクタウンmori、2021年3月19日 - 8月31日）
  - 「ロミオの青い空公式ストア『ボルゴ横丁雑貨店』」も併設。
- 「ラスカルのしっぽ in 高崎」（高崎オーパ、2021年6月25日 - 7月18日）
  - 「まる子とコジコジ Happy Fest」と同時開催。
- 「RASCAL WAGON」（東京駅一番街・東京キャラクターストリート、2021年7月23日 - 8月5日）
- 「ラスカルのしっぽ in あべのキューズモール」（あべのキューズモール、2021年12月1日 -  12月14日）
  - ラスカルのグリーティングも実施。
- 「あらいぐまラスカル45thショップ」（全国巡礼、2022年10月8日 - ）
  - 東京
  - 静岡・広島・大阪・

### 映画祭・上映会
- 「東映まんがまつり」（1977年7月17日）
  - テレビシリーズ第12話「本と1セント銅貨」のブローアップ版を上映[49]。
- 「キンダーフィルムフェスティバル　石巻上映会」（石巻中央公民館、2012年2月26日）[50]
  - 東日本大震災被災者のためのキャラクターを通じた「心のケア」支援である「キャラクターエイド」の一環。
  - チェブラーシカやモンチッチと共にラスカルのグリーティングを実施。
- 「キネコ国際映画祭2015」（2015年8月11日 - 8月15日）
  - 「世界名作劇場」シリーズから「あらいぐまラスカル」と「赤毛のアン」を上映[51]。
  - 8月12日 - 8月14日、シダックス・カルチャービレッジのカルチャーホールにて、「ラスカルフロアー」を公開[51]。
  - 同年9月22日 - 9月23日、「せいせき桜ヶ丘 ラスカル子ども映画祭 with キネコ映画祭」（関戸公民館）[52]を開催[注 19]。
    - 同年9月19日 - 9月23日、「日本アニメーション作品絵画 制作原画展」を同時開催。

### 企画展
- 「世界名作劇場展」（杉並アニメーションミュージアム、2009年5月26日 - 同年8月23日）[53]
  - 本作品も参加。
- 「「赤毛のアン」と世界名作劇場の仲間たち 展」（放送ライブラリー、2014年8月8日 - 9月15日）

- 「日本アニメーション40周年映画「シンドバッド 空とぶ姫と秘密の島」公開記念 佐藤好春 原画展」（CHEEPA’S GALLERY、 2015年5月20日 - 6月28日開催）[34]
  - 『あらいぐまラスカル』原画グッズ、ラスカルが描かれたカフェラテを販売。
- 「THE 世界名作劇場展～制作スタジオ・日本アニメーション 40年のしごと～」（東武百貨店池袋店、2015年7月30日 - 8月18日）[36]
  - 連動企画として、カフェコムサ池袋東武店にて、「ラスカルカフェメニュー」を提供[54]。
- 「THE 世界名作劇場展～"あらいぐまラスカル" 40th記念特別展～」（東京アニメセンター、2017年2月14日 - 3月12日）[40]
- 「せいせきRascalPark～世界名作劇場展～」（京王聖蹟桜ヶ丘ショッピングセンター、2017年7月23日 - 7月31日）[55]
- 「聖蹟桜ヶ丘ナゾトキラリー あらいぐまラスカル大追跡」（京王聖蹟桜ヶ丘ショッピングセンター他、2017年7月23日 - 8月28日）[56]
- 「あらいぐまラスカルわいわいひろば」（DeKKY401、2017年7月29日 - ）[57]
  - 「あらいぐまラスカルめいろの森」やショップの開設、グリーティングを実施。
- 「アニメフィルムフェスティバル東京2017」（SHINJUKU BOX、2017年10月13日 - 10月15日）[58]
  - 日本のアニメ100周年記念企画。ラスカルのグリーティングを実施。
- 「AnimeJapan2019」（東京ビッグサイト、2019年3月23日 - 24日）
  - 「チケットホルダー付き入場券」にラスカルを使用。
  - 共催企画「ファミリーアニメフェスタ2019」にて、ラスカルのグリーティングを実施。

### コンサート
- 「日本アニメーション創立40周年記念『世界名作劇場』シンフォニー・コンサート」（よみうり大手町ホール、2015年10月31日）[37]
  - 指揮：渡邊一正、演奏：東京フィルハーモニー交響楽団。主題歌「ロックリバーへ」を使用。
- 「第13回子どもたちと芸術家の出あう街 2017　キラキラ輝くみんなの夢～子どもは未来の芸術家！～」（東京芸術劇場、2017年3月25日）[59]
  - 指揮：渡邊一正、演奏：東京フィルハーモニー交響楽団。主題歌「ロックリバーへ」を使用。
- 「マンスリーこども劇場・ラスカルコンサート」（モラージュ菖蒲、2019年9月22日）[60]

### その他
- 「地域ふれあいフォーラムTAMA」（ヴィータコミューネ、2016年1月24日）
  - 「ラスカルスタンプラリー」や「ラスカル作画体験ワークショップ」を実施[61]。
- 「リトル・ママフェスタ東京2016春」（池袋サンシャインシティ、2016年3月9日 - 3月10日）[注 20]
  - 「プチラスカル」のグリーティングを実施[62]。
- 「ふるさと多摩夏まつり・せいせき朝顔市」（聖蹟桜ヶ丘駅西口周辺、2017年7月8日開催）
  - ラスカルのグリーティングを実施[62]。
- 「イースタン・リーグ公式戦 ＤｅＮＡ戦 ＧⅡガールズデー」（ジャイアンツ球場、2017年9月9日 - 9月10日）
  - ラスカルのグリーティングやコラボグッズのプレゼント企画を実施。
- 「FUN！FUN！HALLOWEEN！」（池袋サンシャインシティ、2017年10月8日）[63]
  - ラスカルのグリーティングとキッズスペースの塗り絵体験を実施。
- 「OPEN！大氣球遊行」（高雄夢時代、2017年12月16日）[64]
  - 台湾の高雄市で開催された大型バルーンによるパレード。ラスカルバルーンが登場。
- 「ハロウィン in 多摩センター」（多摩センター駅近辺、2018年10月28日）[65]
  - ラスカルのグリーティングを実施。
- 「ガーデンシティ多摩センターこどもまつり2019」（多摩センター駅南側一帯、2019年5月5日）
  - ラスカルのグリーティングを実施。
- 「KAOFES2019」（一ノ宮公園、2019年9月15日）[66]
  - ラスカルのグリーティングを実施。
  - 共催企画「せいせきみらいフェス」にて、花火打ち上げカウントダウンにラスカルが登場。
- 「多摩の超文化祭」（豊洲市場、2019年11月16日）[67]
  - 多摩地域の30市町村が参加する多摩の魅力発信イベント。ラスカルのグリーティングを実施。
- かしいかえんシルバニアガーデン、2020年3月22日
  - ラスカルのグリーティングを実施。

## その他グッズ化

### キャラクターグッズ
周年記念企画の実施やコラボ・タイアップ企画の実施に伴うグッズ化に関しては、別項目を参照。
- 「ソフビ［世界名作劇場シリーズ］　スターリング・ノース＋ラスカル」（メディコム・トイ、2015年5月受注販売）
  - 原型製作：金子ヨヲヘイ（MIROCK-TOY）。
- 「フラワーラスカル ジグソーパズル」（ビバリー、2017年4月7日）
- 「『世界名作劇場』シリーズ ジグソーパズル」（エポック、2017年4月8日）
  - 各絵柄にラスカルとスターリングが登場。
- 「クリスタルパズル あらいぐまラスカル」（ビバリー、2017年4月）
- 「プチラスカルバスボール」（サンタン、2017年12月）
- 「ラスカル ランドリーグッズ」シリーズ（ダイヤ、2020年4月1日）
- 「あらえるくまラスカル ミニ」（ダイヤ、2020年11月）
- 「ラスカルリストウォッチ 専用ベルベットボックス入」（Major、2020年11月上旬）
- 「ラスカルクリスマスプリケーキ」（2021年11月予約販売）
- 世界名作劇場「あらいぐまラスカル」手芸用生地（コッカ、2021年11月）
- 「ラスカル ヘッドカバー」・「ラスカル ゴルフマーカー」（マインド、2022年2月）
- 「ラスカルすやすやぬいぐるみリュック」（オスト、2022年4月下旬）
- 「Luna's Rascal Tarot（ルナズ・ラスカル・タロット）」（ルナファクトリー、2023年1月6日）

#### プライズアイテム
- 「だらりぐまラスカル　めちゃでかぬいぐるみ～だらりと登場～」（2016年6月9日）
- 「ロッキングラスカル」（オスト、2016年）
- 「ラスカル抱きぐるみ」（フリュー、2017年1月）
- 「ふわもちBIGぬいぐるみ」（オスト、2017年1月）
- 「サクラスカル BIGぬいぐるみ」、「サクラスカル ぬいぐるみ」（エスケイジャパン、2017年3月下旬）
- 「ラスカルフェイスBIGぬいぐるみ」（エスケイジャパン、2017年4月）
- 「あらいぐまラスカルダイカットバスタオル」（エスケイジャパン、2017年4月下旬）
- 「あらいぐまラスカルきゅーとダイカットブランケット２」（エスケイジャパン、2017年9月）
- 「プチラスカルギミック三輪車」（メジャー、2017年12月）
- 「あらいぐまラスカルつまんでヘリ」（キャラとる、2018年8月）
- 「カプキャララスカル」（バンダイ、2018年12月）
- 「世界名作劇場　懐かしのあの場面！ポーチコレクション」（2019年6月）
  - 「あらいぐまラスカル」より、スターリングの頭上にいるラスカルの場面。
- 「RASCALスノードーム」（夢屋、2021年10月）
- 「世界名作劇場シリーズ 第1弾 あらいぐまラスカル ガチャ」（Smarprise、2022年7月10日 - 8月10日）
  - オンラインくじサービス「ガチャトク」にて実施。景品はエコバッグやマグカップなど。
- 「ラスカルなりきりぬいぐるみアイマスク（全2種）」（オスト、2022年8月）

### ゲーム
- 『あらいぐまラスカル』（メサイヤ、1994年3月25日発売）
  - スーパーファミコン用パズルゲームソフト。
- 『おいでラスカル』（タム、2001年4月25日発売）
  - ゲームボーイカラー用ソフト。
- 『ジグソーパズル - あらいぐまラスカル｜世界名作劇場』（As-Cube、2013年配信）
  - iOS/Android用アプリ。
  - iOS版は2014年から開始。Kindle版は翌年2月から開始。
- 『リバーシ - あらいぐまラスカル｜プチ世界名作劇場』（As-Cube、2013年配信）
  - iOS/Android/Kindle用アプリ。登場キャラクターが「プチラスカル」デザイン。
  - iOS版は2014年から開始。Kindle版は翌年2月から開始。
- 『リバーシ - あらいぐまラスカル｜世界名作劇場』（As-Cube、2014年1月配信）
  - iOS/Android/Kindle用アプリ。前年配信のリバーシゲーム第2弾。登場キャラクターがスタンダードデザイン。
  - Kindle版は翌年2月から開始。
- 『ジグソーパズル - あらいぐまラスカル｜プチ世界名作劇場』（As-Cube、2014年1月配信）
  - iOS/Android/Kindle用アプリ。前年配信のジグソーパズルゲーム第2弾。登場キャラクターが「プチラスカル」デザイン。
  - Kindle版は同年2月から開始。
- 『えあわせ - あらいぐまラスカル｜プチ世界名作劇場』（As-Cube、2014年1月配信）
  - iOS/Kindle用アプリ。登場キャラクターが「プチラスカル」デザイン。
  - Kindle版は同年2月から開始。
- 『ラスカルのヘッジホッグハント』（ジェイ・アニメ・ドットコム、2014年3月配信）
  - iOS用アプリ。登場キャラクターが「プチラスカル」デザイン。
- 『世界名作劇場 神経衰弱』（ジェイ・アニメ・ドットコム、2014年3月配信）
  - iOS用アプリ。登場キャラクターが「プチ世界名作劇場」デザイン。
- 『プチふわラスカル ～世界名作劇場～』（ゲオインタラクティブ、2016年8月配信）
  - iOS/Android用アプリ。登場キャラクターが「プチラスカル」デザインのパズルゲーム。
- 『あらいぐまラスカル ソリティア』（ピー・アール・オー、2016年12月配信）
  - iOS/Android用アプリ。
- 『ラスカル パズル～ココからでられるかな？～』（3rdKind、2017年5月配信）
  - iOS用アプリ。Android版は同年9月から開始。
- 『Where's Rascal（ラスカルはどこ？）』（2017年9月）
  - アーケード版VRゲームとして、対応施設に設置。2019年2月1日、STEAMに対応。
- 『脱出ゲーム -ぬいぐるみの塔 プチ世界名作劇場編-』（SEモバイル・アンド・オンライン、2017年10月）
  - iOS/Android用アプリ。
- 『メダル落とし - プチラスカル』（2018年6月）
  - iOS/Android用アプリ。
- 『あらいぐまラスカル「スロットパズル」』（2018年8月）
  - iOS/Android用アプリ。

### その他
- LINE公式スタンプショップ
  - 2013年1月、「あらいぐまラスカル」発売。
  - 2013年8月、「ラスカルと世界名作劇場」発売。
  - 2014年4月、「LOVE★ラスカルと世界名作劇場」発売。
  - 2014年9月、「HAPPY★ラスカル アニメスタンプ」発売。
  - 2015年2月、「GOGO！ラスカル アニメスタンプ」発売。
  - 2015年6月、「ROCK♪ラスカル」発売。
  - 2015年10月、「ANIMAL☆ラスカル」発売。
  - 2015年12月、「WINTER☆ラスカル」発売。
  - 2016年2月、「ラブラブ∞ラスカル　アニメスタンプ」発売。
  - 2016年6月、「フルーツラスカル☆ポップアップスタンプ」発売。
  - 2016年9月8日、「ラスカル&タンガ☆ポップアップスタンプ」発売。
  - 2016年12月6日、「ふんわりラスカル☆ポップアップスタンプ」発売。
  - 2016年12月27日 - 2017年1月15日、「あらいぐまラスカルお年玉つき年賀スタンプ」発売。
  - 2017年3月23日 - 4月7日、「あらいぐまラスカル LINE桜くじつきスタンプ」発売。
    - 2021年8月、「ラスカル春スタンプ」として期限なしの復刻販売。

  - 2017年4月20日、「ラスカル&リリィ☆ラブラブカップル」発売。
  - 2017年6月、「LINE6周年ありがとうスタンプ」発売。ラスカルも参加。
  - 2017年6月29日、「SUMMER NIGHT★ラスカル」発売。
  - 2017年7月13日 - 8月20日、「あらいぐまラスカル　夏休みスタンプ」発売。
    - 2021年8月、「ラスカル夏休みスタンプ」として期限なしの復刻販売。

  - 2017年9月26日、「はたらくラスカル 敬語スタンプ」発売。
  - 2017年10月5日 - 11月30日、「あらいぐまラスカル　秋スタンプ」発売。
    - 2021年8月、「ラスカル秋スタンプ」として期限なしの復刻販売。

  - 2017年12月19日、「ミステリーラスカル☆敬語スタンプ」発売。
  - 2018年4月3日、「LEMONラスカル☆あいさつスタンプ」発売。
  - 2018年6月14日、「ゆるPOP★ラスカル ファミリースタンプ」発売。
  - 2018年10月18日、「ラスカル&リリィ☆ふんわりLOVE♪」発売。
  - 2018年12月13日、「がんばるラスカル！応援スタンプ」発売。
  - 2018年12月27日 - 2019年1月9日、「あらいぐまラスカル おみくじ年賀スタンプ」発売。
  - 2019年3月21日、「あらいぐまラスカル あいさつスタンプ」発売。
  - 2019年4月、「うなずくラスカル☆返信スタンプ」発売。
  - 2019年5月、「あらいぐまラスカル☆カスタムスタンプ」発売。
  - 2019年6月、「あらいぐまラスカルおえかきデザイン」配布企画。
  - 2019年7月、「ラスカルの夏休み♪ホリデースタンプ」発売。
  - 2019年8月27日、「あらいぐまラスカル 激しく伝えるスタンプ」発売。
  - 2019年10月3日、「あらいぐまラスカル秋のほっこりスタンプ」発売。
  - 2019年11月、「ラスカルのティータイム☆おもいやりスタンプ」発売。
  - 2019年12月、「カスタムラスカルお年玉年賀スタンプ」発売。
  - 2020年2月、「ラスカル＆リリイ☆仲良しカップル」発売。
  - 2020年4月、「ラスカル あいさつことば」発売。
  - 2020年5月、「【吹き出しスタンプ】ラスカル」発売。
  - 2020年7月、「ラスカル★夏休みあいさつスタンプ」発売。
  - 2020年10月、「背景が動く ラスカル」発売。
  - 2020年11月、「ゆめかわいいラスカル☆あいさつスタンプ」発売。
  - 2021年2月、「推しを愛するラスカル☆ときめきスタンプ」発売。
  - 2021年3月、「毎日使えるミャ♪ラスカルスタンプ」発売。
  - 2021年6月、「ラスカル ほんわかメッセージスタンプ」発売。
  - 2021年10月4日、LINEスタンプ10周年の「LINEスタンプの日」制定記念として、「【スタンプの日】ラスカル」発売。
  - 2021年10月、「ラスカル★秋の敬語であいさつスタンプ」発売。
  - 2021年11月、「ラスカルのしっぽスタンプ」発売。
  - 2021年12月26日、「あけおめスタンプ「ラスカル」」（2022年版）発売。
  - 2022年3月、「おめでとう☆ラスカル★お祝いスタンプ」発売。
  - 2022年4月1日、「ラスカル エイプリルフールスタンプ」発売。
  - 2022年9月、「ゆるゆるまったり★ラスカル」発売。
  - 2022年12月、「ラスカルあけおめBIGスタンプ」発売。おみくじ機能は期間限定。
- 『メモ帳 - あらいぐまラスカル｜プチ世界名作劇場』（As-Cube、2013年配信開始）
  - iOS/Android/Kindle用アプリ。登場キャラクターが「プチラスカル」デザイン。
- 「LINE camera」（LINE運営）
  - 2014年4月、スタンプ配信開始。
  - 2015年6月、「SUMMER ラスカル」スタンプ販売。
  - 2015年9月、「Halloween!!ラスカル」スタンプ販売。
  - 2016年4月、「Spring あらいぐまラスカル」スタンプ販売。
  - 2016年12月、「HAPPY WINTER ラスカル」スタンプ販売。
- 「AppPass」（ソフトバンク）
  - 2020年9月17日、「ラスカルスタンプ」発売。
- 「Tカード（ラスカル）」（2020年11月13日発行）[68]
- 「サプライズボックス」 - オリジナルグッズを定期配送するサブスクリプションサービス。
  - 2ヶ月に1回、全6回のラスカルのシリーズ[69]。
- 「はぴレタ（ラスカル）」（P2C Studio、2022年8月発売）

## コラボ・タイアップ

### 行政・地域
- 日本防火・危機管理促進協会、東京消防庁、東京連合防火協会
  - 2014年10月、ラスカルが日本防火・危機管理促進協会の防災キャンペーンキャラクターに採用[70]。
  - 2015年5月、ラスカルが東京消防庁の平成27年度熱中症予防対策ポスターのイメージキャラクターとして起用[71]。
  - 2015年11月、東京連合防火協会にて、上記ポスターのイラストがグッズ化。
  - 2016年1月、東京連合防火協会にて、グッズ第2弾を発売。
  - 2016年11月、新規描き下ろしによるレスキュー隊姿のラスカルを使用したグッズ第3弾を発売。
  - 2017年5月28日、東京港開港記念「東京みなと祭」の一環である「水の消防ページェント」にて、グッズ販売。
- ふなっしー - 千葉県船橋市の非公認キャラクター。
  - 2014年10月、「ふなっしー×ラスカル」としてのコラボレーション企画を発表。
  - 2014年11月、「日本アニメーションオフィシャルショップ ANi★CUTE」にて、コラボグッズを先行販売。
  - 2014年12月、コラボぬいぐるみ発売。
  - 2015年2月、『キャラさがしランド』（主婦と生活社）4/5月号にて、本企画の特集を掲載。
- 東京都福祉保健局
  - 2015年3月、刊行物『話そう！手のことば～はじめての手話～』の案内役としてラスカルが登場[72]。
  - 2015年3月、上記に続き、刊行物『話そう！手のことば～おもてなしの手話BOOK』の案内役として登場[73]。
- 多摩市（東京都）
  - 2016年2月1日、ふるさと納税に「ふるさと納税ラスカルプラン」を施策[74]。
    - 返礼品は、「日本アニメーション多摩スタジオ特別見学」と「「世界名作劇場」シリーズ複製画」のセット。
    - 上記施策を記念して、市内のカフェ「CaféGARDEN」と「アトリエタッセル」にて、期間限定メニューを提供。

  - 2016年4月3日、「せいせき桜まつり」とのコラボ企画を施策[75][注 21]。
    - ラスカルのグリーティングなどを実施し、近隣カフェでのコラボメニューを提供。

  - 2016年7月1日、ふるさと納税に「okaeri（丘のかえりみち）プラン」を施策[76]。
    - 「「世界名作劇場」シリーズ複製画（額付）」と「ラスカルメニュー特別飲食チケット」の各1点セット。

  - 2016年7月1日、ふるさと納税に「世界名作劇場プラン」を追加施策[76]。
    - 「本社スタジオ特別見学チケット（２名様まで）」と「世界名作劇場複製画（額付）」の各1点セット。

  - 2017年3月、ふるさと納税に「ラスカル40周年記念プラン」を追加施策[77]。
    - 「あらいぐまラスカル複製画」と「ラスカルメニュー特別飲食チケット」の各1点セット。

  - 2018年2月7日、聖蹟桜ヶ丘駅周辺にラスカルのデザインマンホールを4か所設置[78]。
    - 同年8月11日、本デザインの「マンホールカード」第８弾（日本下水道協会）として配布[79]。

  - 2018年11月29日、東京都庁・東京観光情報センターにて、多摩市観光PR活動の一環でラスカルがグリーティングを実施。
  - 2020年3月、聖蹟桜ヶ丘駅周辺にラスカルのデザインマンホールを追加設置[80]。
  - 2020年5月、公式サイトにて、世界名作劇場シリーズの塗り絵「おうちで過ごそう！ぬり絵大作戦！」を公開[81]。
- 香川県
  - 2016年3月25日 - 27日、「AnimeJapan 2016」にて、「「あらいぐまラスカル」×「香川漆器」」を販売[82]。
    - 併設イベント「ファミリーアニメフェスタ2016」にて、「あらいぐまラスカル」をイメージしたカレーを提供[82]。
- 青森県
  - 2016年6月、「青森ねぶた×ラスカル」として、県ご当地ラスカルグッズを発売[83]。
- ひのたま観光連携事業 - 多摩市と日野市による観光事業
  - 2018年7月29日、イオンモール多摩平の森にて、「ひのよさこい祭」のプロモーション企画に参加。[84][注 22]
    - ラスカルがグリーティングを実施。

  - 2021年6月26日 - 9月30日、多摩モノレールにて、ラスカルの「ひの・たまラッピングモノレール」を運行[85]。
- 日野市（東京都）
  - 2018年11月23日、「第13回 たかはたもみじ灯路」（高幡不動尊参道周辺）にて、ラスカルがグリーティングを実施[注 22]
- 環境省
  - 2022年10月1日 - 10月31日、「ごみの減量化・資源化に向けた大都市共同キャンペーン」のポスターにラスカルを採用[86]。
    - 関連イベントで配布されるプラスチックフリーカップにもラスカルを使用。

### 一般企業・ブランド
- 十八銀行（現：十八親和銀行） - 長崎県に存在した地方銀行の一つ。2020年に親和銀行と合併。
  - 1996年、ラスカルをイメージキャラクターとして採用。合併に伴い、2020年終了。
- コンビニエンスストア各店舗
  - セブン-イレブン
    - 2003年 - 2004年、販売促進のためにラスカル絵皿などのプレゼント企画を実施。
    - 2021年4月、セブンプリントにて、「ラスカルカレンダー 5月」を販売。
    - 2021年5月、セブンプリントにて、「ラスカルカレンダー 6月」を販売。
    - 2021年6月、セブンプリントにて、「ラスカルカレンダー 7月」とブロマイドを販売。
      - 以降、翌月分のカレンダーとブロマイドが毎月販売。2023年1月分まで。

  - LAWSON
    - 2015年12月23日、「「プチ 世界名作劇場」写真年賀状」を販売。
    - 2016年12月23日、「プチラスカル年賀状　写真タイプ・イラストタイプ」を販売。

  - ミニストップ
    - 2017年12月1日、年賀状印刷サービスでラスカルデザインの年賀状を販売。

  - FamilyMart
    - 2021年5月11日、マルチコピー機にて、「ラスカルカレンダー 5月」を販売。
    - 2021年5月、マルチコピー機にて、「ラスカルカレンダー 6月」とブロマイドを販売。
      - 以降、翌月分のカレンダーとブロマイドが毎月販売。
- 三井住友海上あいおい生命保険
  - 2011年、桐谷美玲とともにイメージキャラクターとして起用。
- 日本郵政
  - 2012年、特殊切手「アニメ・ヒーロー・ヒロインシリーズ」第18集として「あらいぐまラスカル」を発行。
  - 2019年9月13日、コラボグッズを販売。
- セゾンカード
  - 2014年頃から、ラスカルデザインの「ラスカルカードセゾン」施策を実施。
- フロレスタ - フロレスタが運営するドーナツ専門店。
  - 2015年3月26日 - 4月15日、「世界名作劇場ドーナツ 第１弾「あらいぐまラスカル」」を提供[32]。
  - 2015年10月1日 - 10月31日、「ハロウィン ラスカルドーナツ」を提供。「ラスカル」が"いたずらっ子"の意に因む。[87]
  - 2016年3月25日 - 4月24日、「イースターラスカルドーナツ」を提供[88]。
  - 2016年10月1日 - 10月31日、「ハロウィン ラスカルドーナツ」を提供。前年とは別デザイン。[89]
- 「ハローキティ」
  - 2016年7月21日、コラボグッズを発売[90]。
  - 2017年1月、「あらいぐまラスカル」40周年記念のためのコラボグッズを販売[39]。
  - 2020年7月20日、「チョコエッグ (ハローキティ コラボレーションプラス)」（フルタ製菓）を販売[91]。
    - 同梱フィギュアのラインナップに「ラスカル×ハローキティ」を追加。
- 「カピバラさん」
  - 2016年9月、「カピバラさん×ラスカル でっかいぬいぐるみ」がクレーンゲーム景品として登場。
  - 2017年1月16日 - 2月14日、キャラブレッドにて、「KAPIBARASAN × RASCAL なかよしコラボフェア」を提供[92]。
  - 2017年3月18日、コラボグッズを販売。
  - 2017年6月15日、「カバンに付けられるでっかいぬいぐるみ」がクレーンゲーム景品として登場。
  - 2017年7月、「カピバラさん×ラスカル つめる！ならべられる！マスコット」を発売。
  - 2017年7月20日、LINE公式スタンプ「カピバラさん×ラスカル」を販売。
  - 2017年8月、「きせかえ☓キセカエ」にて、コラボきせかえを配信。
- 東和銀行 - 日本の地方銀行。
  - 2016年11月1日 - 12月30日、指定商品の契約によるラスカルオリジナルグッズのプレゼント企画を実施[93]。
  - 2017年11月1日 - 12月29日、指定商品の契約によるラスカルオリジナルグッズのプレゼント企画を実施。
  - 2018年6月1日 - 7月31日、指定商品の契約によるラスカルオリジナルグッズのプレゼント企画を実施。
  - 2018年11月1日 - 12月28日、指定商品の契約によるラスカルオリジナルグッズのプレゼント企画を実施。
  - 2019年6月3日 - 7月31日、指定商品の契約によるラスカルオリジナルグッズのプレゼント企画を実施。
  - 2019年11月1日 - 12月30日、指定商品の契約によるラスカルオリジナルグッズのプレゼント企画を実施。
  - 2019年頃まで、ラスカルをイメージキャラクターとして採用。
- すき屋
  - 2018年2月、すきやきセット注文でプレゼント企画を実施。
  - 2019年3月26日、すきやきセットに「あらいぐまラスカル プルバックカー」プレゼント企画を実施。
- ロッテリア
  - 2018年7月12日 - 9月上旬、コラボメニュー「ロッテリアオリジナル『キッズセット』」を提供。
- ココスジャパン
  - 2019年8月12日、ココス ファミリーレストラン店舗にて、キッズメニューのバースデーサービスとコラボ[94]。
    - バースデーデザートを提供し、「ココスオリジナル ラスカルグッズ」を配布。

  - 2019年10月31日、期間限定のコラボメニューを提供。
  - 2020年8月11日、対象商品注文で「ピタッと！ラスカル 立体マグネット」プレゼント企画第2弾を実施。
    - 上記企画に伴いLINEスタンプ「COCO'S×ラスカル」を販売。

  - 2021年1月、対象商品注文で「ピタッと！ラスカル 立体マグネット」プレゼント企画第3弾を実施。
    - 上記企画に伴いLINEスタンプ「COCO'S×ラスカル 2」を販売。

  - 2021年2月4日、「ラスカルコラボメニュー」のキッズ対象を撤廃。13歳以上にも提供。
  - 2021年8月、対象商品注文で「ピタッと！ラスカル 立体マグネット」プレゼント企画第4弾を実施。
  - 2022年2月、対象商品注文で「ピタッと！ラスカル 立体マグネット」プレゼント企画第5弾を実施。
  - 2022年9月、対象商品注文で「ピタッと！ラスカル 立体マグネット」プレゼント企画第6弾を実施。
- 「ナイツのHIT 商品会議室」 - 2011年から2024年まで放送された千葉テレビのバラエティー番組。
  - 2020年2月28日、番組内でダイヤ株式会社とのコラボ企画を放送。
  - 2020年4月15日、上記企画で開発された洗濯グッズ「あらえるくまラスカル」を販売[95]。
- フェリシモ
  - 2020年12月17日、「世界名作劇場」シリーズとのコラボグッズを販売[96]。
  - 2021年12月15日、コラボグッズ第2弾を販売。
- ムラサキスポーツ
  - 2021年9月17日、会計時にラスカルステッカーのプレゼント企画を実施[97]。
    - スケートボード選手である西矢椛・中山楓奈サイン入り。東京オリンピック2020開催時、話題になったことから。
- unosier-ウノシエル-
  - 2022年3月、オリジナルボックス付きのジュエリーとして、ネックレス・指輪・イヤーカフを販売[98]。
- 文教堂

### 製品・サービス
- 「浄水器クリンスイ」 - 三菱レイヨン（現・三菱ケミカル）の製品。
  - 1998年 - 2000年頃、ラスカルをマスコットキャラクターとして採用。
- 「LINE PLAY」 - LINEが運営するアバターコミュニティサービス。
  - 2013年12月、ラスカルをモチーフにしたアイテムや専用ルームを開設[99]。
  - 2014年6月、上記サービスがマリンバージョンへリニューアル。
- Ｍobage - DeNAが運営するアバターコミュニティサービス。
  - 2014年1月6日、「世界名作劇場～ラスカル編～」として、アバターアイテムを配信[100]。
- 「BE@RBRICK」 - クマ型ブロックタイプフィギュア。
  - 2015年6月、シリーズ第30弾「BE@RBRICK SERIES30」として、ラスカルのコラボモデルを販売[101]。
- 「無添加泡の石けん」シリーズ - マックスの製品。
  - 2016年2月15日、「無添加泡の石けんボディソープ」のイメージキャラクターとして採用。コラボパッケージを販売[102]。
  - 2020年8月、上記パッケージをリニューアル。
  - 2021年9月、ボディミルク・ハンドソープ・ハンドローションのコラボパッケージを販売。
  - 2022年3月、「ハッピーバブルバス」・泡ボディソープのコラボパッケージを販売。
- 「味わいカルピス」シリーズ - エルビーの製品。
  - 2016年4月19日、本製品と「世界名作劇場」シリーズのコラボパッケージを販売。ラスカル、スターリング、アリスが登場。
  - 2017年4月18日、2017年版第1弾のコラボパッケージを販売。ラスカル、スターリング、アリスが登場。
  - 2017年6月、2017年版第2弾のコラボパッケージを販売。ラスカル、スターリングが登場。
  - 2017年9月12日、2017年版第3弾のコラボパッケージを販売。ラスカル、スターリングが登場。
  - 2017年11月28日、2017年版第4弾のコラボパッケージを販売。ラスカル、スターリングが登場。
  - 2018年4月17日、2018年版第1弾のコラボパッケージを販売。ラスカル、スターリングが登場。
  - 2018年6月26日、2018年版第2弾のコラボパッケージを販売。ラスカル、スターリングが登場。
  - 2018年9月11日、2018年版第3弾のコラボパッケージを販売。ラスカル、スターリング、アリスが登場。
  - 2018年11月27日、2018年版第4弾のコラボパッケージを販売。ラスカル、スターリングが登場。
- 「とんがりコーン」 - ハウス食品の製品。
  - 2016年7月、ラスカルのコラボパッケージを販売。
    - 期間限定のLINEコラボスタンプを配布（2016年10月9日終了）。

  - 2016年9月4日 - 11月17日、LINEにて、コラボパスタンプを配布。
- デザイン婚姻届（婚姻届製作所）
  - 2017年3月22日、”夫婦の日”にデザイン婚姻届のセット発売[42]。
  - 2022年2月、「ラスカル オレンジフラワー」デザインを追加販売。
- 「初音ミク」[103] - クリプトン・フューチャー・メディアの製品およびキャラクター。
  - 2017年8月10日、初音ミク発売10周年と併せて「初音ミク × ラスカル」企画を発表。
  - 2017年9月1日 - 3日、「マジカルミライ 2017」にて、初音ミク発売10周年と併せてコラボグッズを販売[104]。
    - 同社製品の「鏡音リン・レン」、「巡音ルカ」、「KAITO」、「MEIKO」も企画参加。

  - 以降、派生キャラクターである「雪ミク」とのコラボ企画も含め、コラボ企画は第8弾まで継続（2025年1月現在）。
- GREE - GREEが運営するアバターコミュニティサービス。
  - 2017年10月10日 - 11月30日、「世界名作劇場ガチャ」としてアバターアイテムを配信[105]。
- 「アオノオンラインサービス」 - カメラのアオノが運営するサービス。
  - 2017年12月、パトラッシュとラスカルデザインの年賀状を販売。
  - 2018年10月、「世界名作劇場」シリーズのデザイン年賀状を販売。
- 「WashPass」 - データバンクが提供するセルフ洗車機洗い放題サービス.
  - 2020年8月、サービス方針「愛車を常にキレイに！」に見合うとして、ラスカルをイメージキャラクターに採用[106]。
- 『GLOW』 - 宝島社が刊行する女性向け雑誌。
  - 2020年12月28日、「GLOW 2021年2月号増刊」が発売[107]。
    - 特別付録「あらいぐまラスカル　フェイス型ポーチ付きレジバッグ」を同梱。
- 「Nudge」 - ナッジが発行する次世代型のクレジットカード。
  - 2022年1月12、「ラスカル Nudge カード」会員クラブを施策[108]。
- 「洗えるスーツ」 - はるやま商事の製品。
  - ラスカルをイメージキャラクターとして起用。

### ゲーム
- 『モンスターストライク』
  - 2014年、ラスカルが春から初夏に放映されたCMに起用。ゲーム内にも登場。
- 『おさわり探偵なめこ栽培キット』
  - 2015年4月、同作品の登場キャラクター「なめこ」とのコラボ企画実施を発表。
  - 2015年5月、福岡パルコ内特設ショップ「ラスカルショップ」などでグッズ販売[109]。特設ページも開設。
- 『LINE ポコパン』
  - 2015年6月 - 7月、ラスカルがゲーム内で期間限定お助けキャラクターとして登場[110]。
  - 2018年11月29日 - 12月13日、ゲームログインによる「ロックラスカル」配布企画を実施。
- 『イケメン幕末◆運命の恋』 - サイバードが運営する恋愛シミュレーションゲーム。
  - 2015年8月25日 - 9月18日、ゲーム内で「ラスカルがちゃ」を実施[111]。
- 『ほしの島のにゃんこ』 - コロプラが運営するシミュレーションゲーム。
  - 2016年1月31日、ゲーム内でコラボイベントを実施し、課金アイテムを販売[112]。
- 『LINE ポコポコ』
  - 2016年4月26日 - 5月12日、コラボ企画を記念した限定コラボスタンプを配布[113]。
  - 2016年4月28日、ゲーム内にラスカルのコラボステージが登場。
- 『アイドリッシュセブン』
  - 2016年8月、同シリーズの1周年と併せて「ラスカリッシュセブン」企画を発表。
- 『LINE ブラウンファーム』
  - 2016年9月26日 - 10月12日、ゲーム内で「トレインdeランキングwithラスカル」を実施。アイテムの販売・配布[114]。
- 『農園ホッコリーナ』 - Mobageが運営するシミュレーションゲーム。
  - 2017年2月6日、ゲーム内でコラボイベントを実施[115]。
  - 2020年6月、ゲーム内でコラボイベント「ラスカルと雨の日★ピコピコ大作戦」を実施。
  - 2022年12月4日、ゲーム内でコラボイベント「ラスカルのクリスマス☆ピコピコ大作戦」を実施。
- 『薄桜鬼 〜新選組奇譚〜』
  - 2017年11月3日、同シリーズの10周年記念と併せて、コラボレーショングッズを販売[116]。
- 「プリティオールフレンズ」 - タカラトミーとシンソフィアが運営するきせかえアーケードゲームシリーズ
  - 2018年8月2日、『キラッとプリ☆チャン』ラスカルモチーフのコーディネートが登場[117]。
  - 2018年8月、シリーズ歴代5作品の主人公によるとのコラボグッズを発売[117]。
  - 2018年12月1日 - 1月13日、CHARAUM CAFEにて、コラボカフェを開催。
  - 2020年1月17日、『KING OF PRISM Shiny Seven Stars』とのコラボグッズを販売[118]。
- 『グランブルーファンタジー』
  - 2019年1月29日、「グランブルーファンタジー×ラスカル」として、コラボグッズを発売[119]。
    - 同シリーズの登場キャラクター・ビィがラスカルに扮するほか、ビィと四騎士各4人に扮するラスカルを公開。
- 『脱獄ごっこ』 - UUUMが配信していたアプリゲーム。
  - 2020年3月20日 - 5月10日、ゲーム内コラボイベントを実施。限定アイテムを配布・販売[120]。のちにリアルグッズ化。
    - 併せて、応募者プレゼント企画を実施。

  - 2021年6月4日 - 7月25日、ゲーム内コラボイベントを実施。限定アイテムを配布・販売。Twitterでのプレゼント企画なども実施。
- 『IdentityV 第五人格』
  - 2020年10月29日、楽天コレクションにて、キャラクターくじ「『IdentityV×ラスカル』コレクション」を販売[121]。
- 『ブラックスター -Theater Starless-』 - 2019年からDONUTSが配信するアプリゲーム。
  - 2021年3月4日、「ブラックスター Theater Starless × ラスカル」として、コラボグッズを販売[122]。
- 『Run For Money ～逃走ごっこ～』 - 2022年からUUUMが配信するアプリゲーム。
  - 2022年4月1日 - 4月28日、本アプリのリリース記念として、「リリース記念コラボ」企画にラスカルも参加[123]。
    - コラボガチャのラインナップとして、ラスカルのプレイヤースキンを販売。
- 『探検ドリランド』
  - 2022年11月7日 - 11月14日、ゲーム内でコラボイベント「RASCALコラボ」を実施[124]。

### 漫画・アニメ
- 『劇場版 TIGER & BUNNY -The Rising-』（T&B MOVIE PARTNERS・サンライズ、2014年2月8日公開）
  - 2014年10月、作中の台詞「虎というより、あらいぐまだね」をきっかけとして、コラボ企画実施を発表[125]。
  - 2014年11月、「日本アニメーションオフィシャルショップ ANi★CUTE」にて、コラボグッズを先行販売。
  - 2015年7月、一番くじ「TIGER & BUNNY-The Rising-×RASCAL」を発売。
  - 2016年1月16日、靴下屋にて、コラボソックスを発売。
  - 2016年2月27日、一番カフェ「TIGER & BUNNY -The Rising-×あらいぐまラスカル」を展開[126]。
- 『進撃の巨人』
  - 2016年4月、LINEスタンプショップにて、「ラスカル×進撃の巨人」コラボレーションスタンプ販売。
  - 2018年10月、「あらいぐま兵団」としてコラボグッズ第3弾を発売。
- 「パンパカパンツ」（静岡放送と・DLE、2008年放送）
  - 2016年、SweetsParadise静岡パルコ店で「パンパカパンツ×ラスカル コラボカフェ」を展開。
  - 2016年6月17日 - 6月26日、静岡パルコにて、期間限定ショップを展開。
  - 2016年6月21日 - 6月27日、東京駅一番街にて、期間限定ショップを展開。
  - 2016年10月8日 - 10月21日、あべのキューズモールにて、期間限定ショップを展開。
- 『WWW.WORKING!!』（「WWW.WORKING!!」製作委員会、2016年放送）
  - 2016年10月、コラボ企画の実施を発表。同作品ににあらいぐまのアライさんが登場することにちなんだ企画となっている。
  - 2017年1月、コラボグッズを発売。
- 『勇者王ガオガイガー』（サンライズ、1997年 - 1998年放送）
  - 2017年4月1日、エイプリルフール企画『洗濯王ガオアライガー』を限定公開。日本アニメーションからの持ち込みによる。[127]
    - サンライズ側からのカウンター企画として、『洗濯王ガオアライガーFINAL』を同時発表[127]。
- 『ベルサイユのばら』
  - 2017年5月9日、漫画『ベルサイユのばら』連載45周年と併せて「ベルばらすかる」企画を発表[128]。グッズ販売。
  - 2017年6月、「きせかえ☓キセカエ」にて、きせかえを配信。
  - 2017年9月、「マチキャラとり放題forスゴ得」と「しゃべってdキャラとり放題」にて、しゃべってキャラ・マチキャラを配信。
    - 順次、オスカル（9月）、マリー、アンドレ、フェルゼン（10月）が登場。
- 『けものフレンズ』
  - 2018年3月22日 - 3月25日、「AnimeJapan 2018」にて、「あらいぐまラスカル x けものフレンズ」企画としてグッズを販売。
- 『鎧伝サムライトルーパー』（サンライズ、1988年 - 1989年放送）
  - 2018年4月1日、エイプリルフール企画『洗伝（あらいでん）サムライラスカルーパー』を限定公開。
  - 2018年10月、「あらいぐまラスカル」放送30周年記念の企画展にて、上記企画からグッズ化[129]。
- 『劇場版 はいからさんが通る 後編 ～花の東京大ロマン～』（日本アニメーション、2018年10月19日公開）
  - 2018年10月13日、劇場版公開記念に「はいからすかる」企画としてグッズを販売[130]。
  - 2018年10月、「しゃべってｄキャラ取り放題」にて、のしゃべってキャラ・マチキャラを配信。
    - 順次、紅緒扮するラスカル、忍扮するラスカルが登場。
- 『ヒプノシスマイク -Division Rap Battle-』（A-1 Pictures、2020年 - 2023年放送）
  - 2018年12月5日、コラボ企画を発表し、同作品の各登場人物12人に扮したラスカルを公開[131]。
- 『PSYCHO-PASS サイコパス Sinners of the System』（サイコパス製作委員会、2019年3月9日公開）
  - 2019年2月、劇場版3作目の公開を記念してコラボ企画を発表。同作品の登場人物5人とマスコットに扮したラスカルを公開。[132]
  - 2019年4月、新作コラボグッズを販売。
  - 2019年9月、同作品の登場人物2人に扮したラスカルを追加公開。
  - 2020年3月、「しゃべってｄキャラとり放題」、「マチウケキャラSPとり放題」、「マチキャラ取り放題 for スゴ得」にて、しゃべってキャラ・マチキャラを配信。
    - 順次、宜野座伸元・霜月美佳（3月）、須郷徹平・征陸智己・狡噛慎也（4月）が登場。

  - 2020年9月、LINEきせかえにて、コラボきせかえを配信。
    - 順次、常守朱・宜野座伸元・霜月美佳・須郷徹平・征陸智己・狡噛慎也・槙島聖護が登場。
- 『魔動王グランゾート』（サンライズ、1989年 - 1990年放送）
  - 2019年4月1日、同作品の放送30周年記念として、エイプリルフール企画「魔動王グラスカルート」を発表。
  - 2019年5月15日 - 6月3日、「魔動王グランゾート30周年記念展」にて、コラボグッズを販売[133]。
- 『ハイキュー!!』
  - 2020年8月、同作品のマスコットキャラクター・ヒナガラスとのコラボ企画を発表。グッズを販売。[134]
- 『少女☆歌劇 レヴュースタァライト』
  - 2020年10月10日 - 11月8日、コラボショップを開催し、グッズを販売[135]。
- 『約束のネバーランド』
  - 2020年12月18日、コラボグッズを販売[136]。
  - 2021年2月、LINEコラボスタンプ「約束のネバーランド×ラスカル」を販売。
- 『おそ松さん』
  - 2021年2月22日、コラボ企画「ラス松さん」の実施を発表[137]。
  - 2021年3月25日 - 4月8日、楽天コレクションにて、キャラクターくじ「「ラス松さん」コレクション」を販売。
  - 2021年7月、LINEコラボスタンプ「ラス松さん」を販売。
  - 2021年11月、LINEにて、「ラス松さん コラボ着せかえ」を販売。
  - 2021年11月、「しゃべってｄキャラとり放題」、「マチウケキャラSPとり放題」、「マチキャラ取り放題 for スゴ得」にて、しゃべってキャラ・マチキャラを配信。
    - 順次、おそ松（11月）、カラ松（翌年3月）、チョロ松（5月）、一松（7月）、十四松（10月）が登場。

  - 2022年1月、セブンプリントにて、ブロマイド「ラス松さん コンテンツプリント」を販売。
- 『あの日見た花の名前を僕達 はまだ知らない。』
  - 2021年5月22日、同作品の放送10周年を記念して,、第8話の名シーンを再現した新規イラスト公開。コラボグッズを販売[138]。
  - 2021年5月、COCOLLABOやベルハウスショップにて、各コラボグッズを販売。
  - 2021年7月、LINEコラボスタンプ「あの花×ラスカル」を販売。
  - 2021年10月、LINEにて、「あの花 × ラスカル LINE着せかえ」を販売。
- 『うらみちお兄さん』（スタジオブラン、2021年放送）
  - 2021年7月9日、「うらみちお兄さん×ラスカル」企画として、コラボグッズを販売[139]。
- 『異世界食堂２』（OLM Team Yoshioka、2021年放送）
  - 2021年11月25日、「異世界食堂２×ラスカル」として、コラボ企画を発表。のちにグッズを販売。[140]
- 『妖怪ウォッチ♪』（OLM TEAM INOUE,、2021 - 2023年放送） - シリーズ5作目
  - 2022年9月3日、コラボ企画を発表。同月9日放送回から4週連続でスペシャルコラボイラストを公開。[141]
  - 2022年10月24日、コラボグッズを販売。
- 『東京リベンジャーズ』
  - 2022年5月19日、コラボ企画を発表[142]。
  - 2022年12月、LINEコラボスタンプ「東京リベンジャーズ ラスカルコラボ」を販売。
- 『ちびまる子ちゃん』
  - 2022年8月11日、ちびまる子ちゃんランドにて、コラボグッズを販売[143]。
    - 店内のプロジェクションマッピングエリア「ちびまる子ちゃんカーニバル」に「ラスカル」も登場。

### その他
- 氣志團
  - 2015年9月、「羅巣華流團（ラスカルだん）バームクーヘン」（CLUB HARIE）を発売[注 23]。
  - 2016年2月、「羅巣華流團 鬼義理羅津符（おにぎりらっぷ）」を発売。
  - 2016年4月、「羅巣華流團 魔巣骨斗（ますこっと）」と「羅巣華流團 波巣刑巣（ぱすけいす）」を発売。
  - 2016年8月24日、「羅巣華流團 翔やんＢＩＧぬいぐるみ」がクレーンゲーム景品として登場。
  - 2016年8月31日、「羅巣華流團 マスコット」がクレーンゲーム景品として登場。
  - 2017年1月17日、「羅巣華流團 翔やんＢＩＧぬいぐるみ －白ランVer.－」と「羅巣華流團 マスコット －白ランVer.－」がクレーンゲーム景品として登場。
  - 2017年6月14日、「羅巣華流團 くっつけちゃって！ぬいぐるみ」と「羅巣華流團 連れてって！リュック型ポーチ」がクレーンゲーム景品として登場。
  - 2017年8月、「羅巣華流團 ティッシュカバー」と「羅巣華流團 バンドマスコット」がクレーンゲーム景品として登場。
  - 2017年9月2日、コラボグッズを発売。
  - 2017年9月16日、コラボグッズを発売。
  - 2018年9月1日 - 9月14日、「爆走！羅巣華流團ふぇあ～」としてグッズを販売。
- アトレ秋葉原
  - 2015年10月1日 - 10月31日、「HALLOWEEN PARTY 2015 ラスカル×アトレ秋葉原」を実施[144]。
  - 2015年10月17日 - 10月31日、限定ショップ「RASCAL SHOP」を展開。
- プロ野球各球団
  - 2017年4月8日、プロ野球12球団とのコラボグッズを販売。
  - 2017年9月9日 - 9月10日、「イースタン・リーグ公式戦 ＤｅＮＡ戦 ＧⅡガールズデー」（ジャイアンツ球場）にて、ラスカルのグリーティングやコラボグッズのプレゼント企画を実施。
  - 2023年11月23日、「LIONS THANKS FESTA 2017」にて、ラスカルのグリーティングを実施。
  - 2018年3月17日、セ・パ公式戦開幕を記念して「あらいぐまラスカル×12球団」のコラボグッズを販売。
  - 2018年7月21日、イースタンリーグ公式戦「読売巨人軍×日本ハムファイターズ」にて、ラスカルのグリーティングを実施。
  - 2019年6月1日、「あらいぐまラスカル×12球団」のコラボグッズ第3弾を販売。
  - 2019年7月18日、横浜DeNAベイスターズとのコラボ企画を実施。
    - 選手・砂田毅樹とマスコット・DB.スターマンとのコラボグッズを販売[145]。

  - 2022年9月10日、アベイルにて、「スカル×セ・リーグ6球団コラボ　フロント柄ソックス」を販売。
- 渡辺直美
  - 2017年8月、LINEにて、「ラスカル×渡辺直美　コラボスタンプ」を配信。
- サンシャインシティ
  - 2018年4月、サンシャインシティ40周年を記念企画に参加
    - 「オーケストラデザイン」シリーズ限定グッズを販売。
    - 「キャラクターフェスティバル」にて、ラスカルキッチンカーやグリーティングを実施。
- 戦国魂（せんごくだま） - 戦国時代や戦国武将をプロデュース
  - 2018年4月19日、「戦国ラスカル」として、グッズを販売[146]。
  - 2019年9月、「SHOWROOM」にて、武将12人分の「戦国ラスカル」アバターが登場。コラボグッズとして木札も販売。
  - 2019年11月、武将など7人分の新キャラ追加。グッズとしても販売。「SHOWROOM」にて、追加キャラのアバターが登場。
  - 2020年3月、「マチ★キャラ取り放題forスゴ得」と「しゃべってdキャラとり放題」、「マチウケキャラsp取り放題」にて、しゃべってキャラ・マチキャラを配信。
    - 順次、伊達政宗（3月）、石田光成（4月）、明智光秀（5月）が登場。
- 鳥獣人物戯画
  - 2018年4月1日、フェイクニュース「あの『鳥獣戯画』にあらいぐまが登場する新場面を発見！」を発表。のちにグッズ化[147]。
  - 2019年2月26日、コラボ第2弾を告知。のちにグッズ化。
- 大阪エヴェッサ
  - 2020年3月27日、ラスカルとのコラボ企画を発表。ラスカル着用のユニフォームは、アニメ放送開始年にちなんで77番。[148]
- 新型コロナウィルス感染症に伴う緊急事態宣言下の関連企画
  - 2020年4月28日、YouTubeにて、各社共同で動画「いま、わたしたちにできること」を公開[149]。
    - スタイリングライフ・ホールディングス、プラザスタイルカンパニー、ソニー・クリエイティブプロダクツ、ディック・ブルーナ・ジャパン、日本アニメーション（ラスカル）が参加。
- クリエイターコラボ
  - 2021年4月、LINEスタンプ「ナガノのゆるかわラスカル」発売[150]。
    - 「ちいかわ」で知られるイラストレーター・ナガノとのコラボ。
- 歌舞伎
  - 2022年6月、コラボ商品として、プリケーキやマカロンを販売。